# Lista di asteroidi (20001-21000)
Di seguito una lista di asteroidi dal numero 20001 al 21000 con data di scoperta e scopritore.

## 20001-20100
| Nome                   | Designazione provvisoria | Data di scoperta  | Scopritore                       |
| ---------------------- | ------------------------ | ----------------- | -------------------------------- |
| 20001 Marinakoren      | 1991 CM                  | 5 febbraio 1991   | M. Arai, H. Mori                 |
| 20002 Tillysmith       | 1991 EM                  | 10 marzo 1991     | R. H. McNaught                   |
| 20003 Andorfer         | 1991 EX2                 | 11 marzo 1991     | H. Debehogne                     |
| 20004 Audrey-Lucienne  | 1991 GS6                 | 8 aprile 1991     | E. W. Elst                       |
| 20005 Zagarella        | 1991 GL7                 | 8 aprile 1991     | E. W. Elst                       |
| 20006 Albertus Magnus  | 1991 GH11                | 11 aprile 1991    | F. Börngen                       |
| 20007 Marybrown        | 1991 LR                  | 7 giugno 1991     | C. S. Shoemaker, E. M. Shoemaker |
| 20008 Adacarrera       | 1991 NG3                 | 4 luglio 1991     | H. Debehogne                     |
| 20009 Joerao           | 1991 OY                  | 18 luglio 1991    | H. E. Holt                       |
| 20010 Tomfrench        | 1991 PN2                 | 2 agosto 1991     | E. W. Elst                       |
| 20011 Baryshnikov      | 1991 PD13                | 5 agosto 1991     | H. E. Holt                       |
| 20012 Ranke            | 1991 RV4                 | 13 settembre 1991 | F. Börngen, L. D. Schmadel       |
| 20013 Nureyev          | 1991 RT26                | 11 settembre 1991 | H. E. Holt                       |
| 20014 Annalisa         | 1991 RM29                | 13 settembre 1991 | H. E. Holt                       |
| 20015 Liguori          | 1991 SR                  | 30 settembre 1991 | R. H. McNaught                   |
| 20016 Rietschel        | 1991 TU13                | 8 ottobre 1991    | F. Börngen                       |
| 20017 Alixcatherine    | 1991 TF14                | 2 ottobre 1991    | C. P. de Saint-Aignan            |
| 20018 Paulgray         | 1991 UJ2                 | 29 ottobre 1991   | S. Ueda, H. Kaneda               |
| 20019 Yukiotanaka      | 1991 VN                  | 2 novembre 1991   | A. Takahashi, K. Watanabe        |
| 20020 Mipach           | 1991 VT                  | 4 novembre 1991   | Y. Mizuno, T. Furuta             |
| 20021 Kevinkell        | 1991 VM6                 | 6 novembre 1991   | E. W. Elst                       |
| 20022 Dontown          | 1991 VO7                 | 3 novembre 1991   | Spacewatch                       |
| 20023 Jackmegas        | 1992 AR                  | 9 gennaio 1992    | E. F. Helin                      |
| 20024 Mayrémartínez    | 1992 BT2                 | 30 gennaio 1992   | E. W. Elst                       |
| 20025 Petronaviera     | 1992 DU7                 | 29 febbraio 1992  | UESAC                            |
| 20026 Bettyrobinson    | 1992 EP11                | 6 marzo 1992      | UESAC                            |
| 20027 Michaelwatson    | 1992 EY14                | 1 marzo 1992      | UESAC                            |
| 20028 Stansammy        | 1992 EZ21                | 1 marzo 1992      | UESAC                            |
| 20029 Dorner           | 1992 EB24                | 2 marzo 1992      | UESAC                            |
| 20030 Bawtenheimer     | 1992 EN30                | 1 marzo 1992      | UESAC                            |
| 20031 Lakehead         | 1992 OO                  | 27 luglio 1992    | E. F. Helin                      |
| 20032 McNish           | 1992 PU                  | 8 agosto 1992     | E. W. Elst                       |
| 20033 Michaelnoble     | 1992 PR1                 | 8 agosto 1992     | E. W. Elst                       |
| 20034 Greenhalgh       | 1992 PK2                 | 2 agosto 1992     | H. E. Holt                       |
| 20035 Lauriroche       | 1992 SA4                 | 24 settembre 1992 | Spacewatch                       |
| 20036 Marcboucher      | 1992 UW1                 | 21 ottobre 1992   | Y. Mizuno, T. Furuta             |
| 20037 Duke             | 1992 UW4                 | 20 ottobre 1992   | C. S. Shoemaker, E. M. Shoemaker |
| 20038 Arasaki          | 1992 UN5                 | 26 ottobre 1992   | K. Endate, K. Watanabe           |
| 20039 Danfalk          | 1992 WJ                  | 16 novembre 1992  | S. Ueda, H. Kaneda               |
| 20040 Tatsuyamatsuyama | 1992 WT3                 | 21 novembre 1992  | T. Seki                          |
| 20041 Gainor           | 1992 YH                  | 18 dicembre 1992  | A. Natori, T. Urata              |
| 20042 Mortillaro       | 1993 CK1                 | 15 febbraio 1993  | Y. Kushida, O. Muramatsu         |
| 20043 Ellenmacarthur   | 1993 EM                  | 2 marzo 1993      | R. H. McNaught                   |
| 20044 Vitoux           | 1993 FV1                 | 23 marzo 1993     | E. W. Elst                       |
| 20045 Semeniuk         | 1993 FV11                | 17 marzo 1993     | UESAC                            |
| 20046 Seronik          | 1993 FE15                | 17 marzo 1993     | UESAC                            |
| 20047 Davidsuzuki      | 1993 FD18                | 17 marzo 1993     | UESAC                            |
| 20048 Alfianello       | 1993 FF19                | 17 marzo 1993     | UESAC                            |
| 20049 Antoniopresti    | 1993 FZ20                | 21 marzo 1993     | UESAC                            |
| 20050 Aglaonice        | 1993 FO21                | 21 marzo 1993     | UESAC                            |
| 20051 Phanostrate      | 1993 FE26                | 21 marzo 1993     | UESAC                            |
| 20052 Kellman          | 1993 FS27                | 21 marzo 1993     | UESAC                            |
| 20053 Cavefish         | 1993 FK29                | 21 marzo 1993     | UESAC                            |
| 20054 Lágrimaríos      | 1993 FX37                | 19 marzo 1993     | UESAC                            |
| 20055 Maríaespínola    | 1993 FB47                | 19 marzo 1993     | UESAC                            |
| 20056 Roccati          | 1993 FU64                | 21 marzo 1993     | UESAC                            |
| 20057 Fabiorubeo       | 1993 GC                  | 13 aprile 1993    | S. Otomo                         |
| 20058 Bundalian        | 1993 OM8                 | 20 luglio 1993    | E. W. Elst                       |
| 20059 Debswoboda       | 1993 OY9                 | 20 luglio 1993    | E. W. Elst                       |
| 20060 Johannforster    | 1993 PV5                 | 15 agosto 1993    | E. W. Elst                       |
| 20061 Bilitza          | 1993 QS1                 | 16 agosto 1993    | E. W. Elst                       |
| 20062 Matthewgriffin   | 1993 QB3                 | 20 agosto 1993    | E. F. Helin                      |
| 20063 Kanakoseki       | 1993 RC4                 | 15 settembre 1993 | E. W. Elst                       |
| 20064 Prahladagrawal   | 1993 RV4                 | 15 settembre 1993 | E. W. Elst                       |
| 20065 Kminek           | 1993 RK5                 | 15 settembre 1993 | E. W. Elst                       |
| 20066 Sagov            | 1993 TM4                 | 8 ottobre 1993    | Spacewatch                       |
| 20067 Marthanieves     | 1993 TN24                | 9 ottobre 1993    | E. W. Elst                       |
| 20068 Peterbarthel     | 1993 TE34                | 9 ottobre 1993    | E. W. Elst                       |
| 20069 Monyer           | 1993 TD37                | 9 ottobre 1993    | E. W. Elst                       |
| 20070 Koichiyuko       | 1993 XL                  | 8 dicembre 1993   | T. Kobayashi                     |
| 20071 -                | 1994 AG                  | 2 gennaio 1994    | T. Kobayashi                     |
| 20072 -                | 1994 AG1                 | 7 gennaio 1994    | T. Kobayashi                     |
| 20073 Yumiko           | 1994 AN2                 | 9 gennaio 1994    | T. Kobayashi, H. Fujii           |
| 20074 Laskerschüler    | 1994 AF16                | 14 gennaio 1994   | F. Börngen                       |
| 20075 -                | 1994 BX                  | 19 gennaio 1994   | T. Kobayashi                     |
| 20076 -                | 1994 BH1                 | 23 gennaio 1994   | T. Kobayashi                     |
| 20077 Borispodolsky    | 1994 CX9                 | 7 febbraio 1994   | E. W. Elst                       |
| 20078 Nathanrosen      | 1994 CO16                | 8 febbraio 1994   | E. W. Elst                       |
| 20079 -                | 1994 EP                  | 4 marzo 1994      | T. Kobayashi                     |
| 20080 Maeharatorakichi | 1994 EO1                 | 7 marzo 1994      | K. Endate, K. Watanabe           |
| 20081 Occhialini       | 1994 EE3                 | 12 marzo 1994     | V. Goretti, M. Tombelli          |
| 20082 Yannlecun        | 1994 EG7                 | 9 marzo 1994      | E. W. Elst                       |
| 20083 -                | 1994 GE                  | 3 aprile 1994     | T. Kobayashi                     |
| 20084 Buckmaster       | 1994 GU9                 | 6 aprile 1994     | C. S. Shoemaker, D. H. Levy      |
| 20085 -                | 1994 LC                  | 1 giugno 1994     | A. Sugie                         |
| 20086 -                | 1994 LW                  | 12 giugno 1994    | R. H. McNaught                   |
| 20087 -                | 1994 PC7                 | 10 agosto 1994    | E. W. Elst                       |
| 20088 -                | 1994 PQ10                | 10 agosto 1994    | E. W. Elst                       |
| 20089 -                | 1994 PA14                | 10 agosto 1994    | E. W. Elst                       |
| 20090 -                | 1994 PN16                | 10 agosto 1994    | E. W. Elst                       |
| 20091 -                | 1994 PK20                | 12 agosto 1994    | E. W. Elst                       |
| 20092 -                | 1994 PL22                | 12 agosto 1994    | E. W. Elst                       |
| 20093 -                | 1994 PN22                | 12 agosto 1994    | E. W. Elst                       |
| 20094 -                | 1994 PS26                | 12 agosto 1994    | E. W. Elst                       |
| 20095 -                | 1994 PG35                | 10 agosto 1994    | E. W. Elst                       |
| 20096 Shiraishiakihiko | 1994 TZ                  | 2 ottobre 1994    | K. Endate, K. Watanabe           |
| 20097 -                | 1994 UL2                 | 31 ottobre 1994   | S. Ueda, H. Kaneda               |
| 20098 Shibatagenji     | 1994 WC2                 | 24 novembre 1994  | K. Endate, K. Watanabe           |
| 20099 -                | 1994 WB3                 | 28 novembre 1994  | S. Ueda, H. Kaneda               |
| 20100 -                | 1994 XM                  | 4 dicembre 1994   | T. Kobayashi                     |

## 20101-20200
| Nome                  | Designazione provvisoria | Data di scoperta  | Scopritore                                       |
| --------------------- | ------------------------ | ----------------- | ------------------------------------------------ |
| 20101 -               | 1994 XM2                 | 1 dicembre 1994   | Spacewatch                                       |
| 20102 Takasago        | 1995 BP15                | 31 gennaio 1995   | T. Seki                                          |
| 20103 de Vico         | 1995 JK                  | 6 maggio 1995     | R. Calanca                                       |
| 20104 -               | 1995 OU                  | 24 luglio 1995    | Y. Shimizu, T. Urata                             |
| 20105 -               | 1995 OS1                 | 19 luglio 1995    | Beijing Schmidt CCD Asteroid Program             |
| 20106 Morton          | 1995 QG                  | 20 agosto 1995    | D. D. Balam                                      |
| 20107 Nanyotenmondai  | 1995 QY3                 | 28 agosto 1995    | T. Okuni                                         |
| 20108 -               | 1995 QZ9                 | 29 agosto 1995    | D. C. Jewitt, J. Chen                            |
| 20109 Alicelandis     | 1995 RJ                  | 12 settembre 1995 | J. Tonry                                         |
| 20110 -               | 1995 SS2                 | 20 settembre 1995 | S. Ueda, H. Kaneda                               |
| 20111 -               | 1995 SO5                 | 22 settembre 1995 | R. H. McNaught                                   |
| 20112 -               | 1995 SD31                | 20 settembre 1995 | Spacewatch                                       |
| 20113 -               | 1995 SL35                | 22 settembre 1995 | Spacewatch                                       |
| 20114 -               | 1995 UQ44                | 26 ottobre 1995   | M. Hirasawa, S. Suzuki                           |
| 20115 Niheihajime     | 1995 VC1                 | 12 novembre 1995  | T. Okuni                                         |
| 20116 -               | 1995 VE1                 | 15 novembre 1995  | T. Kobayashi                                     |
| 20117 Tannoakira      | 1995 VN1                 | 15 novembre 1995  | K. Endate, K. Watanabe                           |
| 20118 -               | 1995 WX                  | 17 novembre 1995  | T. Kobayashi                                     |
| 20119 -               | 1995 WC2                 | 18 novembre 1995  | T. Kobayashi                                     |
| 20120 Ryugatake       | 1995 WB5                 | 24 novembre 1995  | T. Kobayashi                                     |
| 20121 -               | 1995 WT7                 | 27 novembre 1995  | T. Kobayashi                                     |
| 20122 -               | 1995 WH17                | 28 novembre 1995  | Y. Shimizu, T. Urata                             |
| 20123 -               | 1995 WD32                | 19 novembre 1995  | Spacewatch                                       |
| 20124 -               | 1995 WJ36                | 21 novembre 1995  | Spacewatch                                       |
| 20125 -               | 1995 YK                  | 17 dicembre 1995  | T. Urata                                         |
| 20126 -               | 1995 YM9                 | 18 dicembre 1995  | Spacewatch                                       |
| 20127 -               | 1995 YV22                | 19 dicembre 1995  | NEAT                                             |
| 20128 -               | 1996 AK                  | 7 gennaio 1996    | AMOS                                             |
| 20129 -               | 1996 BE1                 | 18 gennaio 1996   | T. Kobayashi                                     |
| 20130 -               | 1996 BO1                 | 16 gennaio 1996   | T. Kobayashi                                     |
| 20131 -               | 1996 BP3                 | 27 gennaio 1996   | T. Kobayashi                                     |
| 20132 -               | 1996 BK13                | 21 gennaio 1996   | Beijing Schmidt CCD Asteroid Program             |
| 20133 -               | 1996 CO2                 | 12 febbraio 1996  | T. Kobayashi                                     |
| 20134 -               | 1996 GT2                 | 8 aprile 1996     | Beijing Schmidt CCD Asteroid Program             |
| 20135 Juels           | 1996 JC                  | 7 maggio 1996     | P. G. Comba                                      |
| 20136 Eisenhart       | 1996 NA                  | 8 luglio 1996     | P. G. Comba                                      |
| 20137 -               | 1996 PX8                 | 8 agosto 1996     | E. W. Elst                                       |
| 20138 -               | 1996 QP                  | 17 agosto 1996    | NEAT                                             |
| 20139 Marianeschi     | 1996 QU                  | 19 agosto 1996    | A. Vagnozzi                                      |
| 20140 Costitx         | 1996 QT1                 | 23 agosto 1996    | M. Blasco                                        |
| 20141 Markidger       | 1996 RL5                 | 13 settembre 1996 | M. Blasco                                        |
| 20142 -               | 1996 RC12                | 8 settembre 1996  | Spacewatch                                       |
| 20143 -               | 1996 RQ16                | 13 settembre 1996 | Spacewatch                                       |
| (20144) 1996 RA33     | 1996 RA33                | 15 settembre 1996 | Uppsala-DLR Trojan Survey                        |
| 20145 -               | 1996 SS4                 | 20 settembre 1996 | Beijing Schmidt CCD Asteroid Program             |
| 20146 -               | 1996 SM7                 | 30 settembre 1996 | L. Kamél, K. Lundgren                            |
| 20147 -               | 1996 SV7                 | 18 settembre 1996 | Beijing Schmidt CCD Asteroid Program             |
| 20148 Carducci        | 1996 TR                  | 4 ottobre 1996    | Farra d'Isonzo                                   |
| 20149 -               | 1996 TX3                 | 8 ottobre 1996    | NEAT                                             |
| 20150 -               | 1996 TJ6                 | 5 ottobre 1996    | Beijing Schmidt CCD Asteroid Program             |
| 20151 Utsunomiya      | 1996 TO6                 | 5 ottobre 1996    | A. Nakamura                                      |
| 20152 -               | 1996 TQ7                 | 9 ottobre 1996    | NEAT                                             |
| 20153 -               | 1996 TC8                 | 12 ottobre 1996   | D. di Cicco                                      |
| 20154 -               | 1996 TO10                | 9 ottobre 1996    | S. Ueda, H. Kaneda                               |
| 20155 Utewindolf      | 1996 TS11                | 13 ottobre 1996   | P. G. Comba                                      |
| 20156 Herbwindolf     | 1996 TU11                | 13 ottobre 1996   | P. G. Comba                                      |
| 20157 -               | 1996 TS18                | 4 ottobre 1996    | Spacewatch                                       |
| 20158 -               | 1996 TD21                | 5 ottobre 1996    | Spacewatch                                       |
| 20159 -               | 1996 TM28                | 7 ottobre 1996    | Spacewatch                                       |
| 20160 -               | 1996 TH42                | 8 ottobre 1996    | E. W. Elst                                       |
| 20161 -               | 1996 TR66                | 8 ottobre 1996    | D. C. Jewitt, C. A. Trujillo, J. X. Luu, J. Chen |
| 20162 -               | 1996 UD                  | 16 ottobre 1996   | T. Kobayashi                                     |
| 20163 -               | 1996 UG                  | 16 ottobre 1996   | T. Kobayashi                                     |
| 20164 Janzajíc        | 1996 VJ2                 | 9 novembre 1996   | J. Tichá, M. Tichý                               |
| 20165 -               | 1996 VT2                 | 10 novembre 1996  | D. di Cicco                                      |
| 20166 -               | 1996 VQ4                 | 13 novembre 1996  | T. Kobayashi                                     |
| 20167 -               | 1996 VX4                 | 13 novembre 1996  | T. Kobayashi                                     |
| 20168 -               | 1996 VY4                 | 13 novembre 1996  | T. Kobayashi                                     |
| 20169 -               | 1996 VG11                | 4 novembre 1996   | Spacewatch                                       |
| 20170 -               | 1996 VM30                | 7 novembre 1996   | S. Ueda, H. Kaneda                               |
| 20171 -               | 1996 WC2                 | 30 novembre 1996  | L. Lai                                           |
| 20172 -               | 1996 XT16                | 4 dicembre 1996   | Spacewatch                                       |
| 20173 -               | 1996 XO19                | 8 dicembre 1996   | T. Kobayashi                                     |
| 20174 Eisenstein      | 1996 XD20                | 13 dicembre 1996  | P. G. Comba                                      |
| 20175 -               | 1996 XJ27                | 7 dicembre 1996   | Spacewatch                                       |
| 20176 -               | 1996 XK29                | 13 dicembre 1996  | Spacewatch                                       |
| 20177 -               | 1996 XP29                | 13 dicembre 1996  | Spacewatch                                       |
| 20178 -               | 1996 XE31                | 14 dicembre 1996  | T. Kobayashi                                     |
| 20179 -               | 1996 XX31                | 12 dicembre 1996  | Beijing Schmidt CCD Asteroid Program             |
| 20180 Annakolény      | 1996 YG1                 | 27 dicembre 1996  | Modra                                            |
| 20181 -               | 1996 YC2                 | 22 dicembre 1996  | Beijing Schmidt CCD Asteroid Program             |
| 20182 -               | 1997 AS                  | 2 gennaio 1997    | T. Kobayashi                                     |
| 20183 -               | 1997 AD1                 | 2 gennaio 1997    | T. Kobayashi                                     |
| 20184 -               | 1997 AM4                 | 6 gennaio 1997    | T. Kobayashi                                     |
| 20185 -               | 1997 AC7                 | 9 gennaio 1997    | T. Kobayashi                                     |
| 20186 -               | 1997 AD8                 | 2 gennaio 1997    | Spacewatch                                       |
| 20187 Janapittichová  | 1997 AN17                | 14 gennaio 1997   | Kleť                                             |
| 20188 -               | 1997 AC18                | 15 gennaio 1997   | T. Kobayashi                                     |
| 20189 -               | 1997 BS2                 | 30 gennaio 1997   | T. Kobayashi                                     |
| 20190 -               | 1997 BZ2                 | 30 gennaio 1997   | T. Kobayashi                                     |
| 20191 -               | 1997 BS3                 | 31 gennaio 1997   | T. Kobayashi                                     |
| 20192 -               | 1997 BE4                 | 31 gennaio 1997   | Spacewatch                                       |
| 20193 Yakushima       | 1997 BH8                 | 18 gennaio 1997   | N. Sato                                          |
| 20194 Ilarialocantore | 1997 BH9                 | 30 gennaio 1997   | U. Munari, M. Tombelli                           |
| 20195 Mariovinci      | 1997 BS9                 | 30 gennaio 1997   | U. Munari, M. Tombelli                           |
| 20196 -               | 1997 CP19                | 11 febbraio 1997  | T. Kobayashi                                     |
| 20197 Enriques        | 1997 CK22                | 14 febbraio 1997  | P. G. Comba                                      |
| 20198 -               | 1997 CL28                | 13 febbraio 1997  | Beijing Schmidt CCD Asteroid Program             |
| 20199 -               | 1997 DR                  | 28 febbraio 1997  | S. P. Laurie                                     |
| 20200 Donbacky        | 1997 DW                  | 28 febbraio 1997  | M. Tombelli, G. Forti                            |

## 20201-20300
| Nome                   | Designazione provvisoria | Data di scoperta | Scopritore                           |
| ---------------------- | ------------------------ | ---------------- | ------------------------------------ |
| 20201 -                | 1997 EK6                 | 6 marzo 1997     | Kleť                                 |
| 20202 -                | 1997 EC25                | 7 marzo 1997     | Spacewatch                           |
| 20203 -                | 1997 ED25                | 7 marzo 1997     | Spacewatch                           |
| 20204 Yuudurunosato    | 1997 EV25                | 1 marzo 1997     | T. Okuni                             |
| 20205 Sitanchen        | 1997 EJ34                | 4 marzo 1997     | LINEAR                               |
| 20206 -                | 1997 FA4                 | 31 marzo 1997    | LINEAR                               |
| 20207 Dyckovsky        | 1997 FB4                 | 31 marzo 1997    | LINEAR                               |
| 20208 Philiphe         | 1997 FC4                 | 31 marzo 1997    | LINEAR                               |
| 20209 -                | 1997 FE5                 | 30 marzo 1997    | Beijing Schmidt CCD Asteroid Program |
| 20210 -                | 1997 GQ7                 | 2 aprile 1997    | LINEAR                               |
| 20211 Joycegates       | 1997 GK8                 | 2 aprile 1997    | LINEAR                               |
| 20212 Ekbaltouma       | 1997 GR8                 | 3 aprile 1997    | LINEAR                               |
| 20213 Saurabhsharan    | 1997 GE20                | 5 aprile 1997    | LINEAR                               |
| 20214 Lorikenny        | 1997 GL21                | 6 aprile 1997    | LINEAR                               |
| 20215 -                | 1997 GQ26                | 7 aprile 1997    | Spacewatch                           |
| 20216 -                | 1997 GS27                | 9 aprile 1997    | Beijing Schmidt CCD Asteroid Program |
| 20217 Kathyclemmer     | 1997 GK33                | 3 aprile 1997    | LINEAR                               |
| 20218 Dukewriter       | 1997 GT34                | 3 aprile 1997    | LINEAR                               |
| 20219 Brianstone       | 1997 GP36                | 6 aprile 1997    | LINEAR                               |
| 20220 -                | 1997 GA40                | 7 aprile 1997    | E. W. Elst                           |
| 20221 -                | 1997 HV8                 | 30 aprile 1997   | LINEAR                               |
| 20222 -                | 1997 HP11                | 30 aprile 1997   | LINEAR                               |
| 20223 -                | 1997 HK16                | 30 aprile 1997   | Spacewatch                           |
| 20224 Johnrae          | 1997 JR13                | 3 maggio 1997    | E. W. Elst                           |
| 20225 -                | 1997 MG1                 | 26 giugno 1997   | Spacewatch                           |
| 20226 -                | 1997 NG6                 | 11 luglio 1997   | K. A. Williams                       |
| 20227 -                | 1997 WS35                | 29 novembre 1997 | LINEAR                               |
| 20228 Jeanmarcmari     | 1997 XG                  | 3 dicembre 1997  | ODAS                                 |
| 20229 -                | 1997 XX4                 | 6 dicembre 1997  | ODAS                                 |
| 20230 Blanchard        | 1997 XH5                 | 6 dicembre 1997  | ODAS                                 |
| 20231 -                | 1997 YK                  | 18 dicembre 1997 | T. Kobayashi                         |
| 20232 -                | 1997 YK2                 | 21 dicembre 1997 | T. Kobayashi                         |
| 20233 -                | 1998 AZ6                 | 5 gennaio 1998   | Beijing Schmidt CCD Asteroid Program |
| 20234 Billgibson       | 1998 AV9                 | 6 gennaio 1998   | M. W. Buie                           |
| 20235 -                | 1998 BA7                 | 24 gennaio 1998  | T. Kobayashi                         |
| 20236 -                | 1998 BZ7                 | 24 gennaio 1998  | NEAT                                 |
| 20237 Clavius          | 1998 CC3                 | 6 febbraio 1998  | E. W. Elst                           |
| 20238 -                | 1998 DT7                 | 23 febbraio 1998 | NEAT                                 |
| 20239 -                | 1998 DT12                | 24 febbraio 1998 | Spacewatch                           |
| 20240 -                | 1998 DC13                | 24 febbraio 1998 | NEAT                                 |
| 20241 -                | 1998 DV23                | 27 febbraio 1998 | ODAS                                 |
| 20242 Sagot            | 1998 DN27                | 27 febbraio 1998 | P. Antonini                          |
| 20243 Den Bosch        | 1998 DB36                | 25 febbraio 1998 | E. W. Elst                           |
| 20244 -                | 1998 EF                  | 1 marzo 1998     | T. Kobayashi                         |
| 20245 -                | 1998 EL5                 | 1 marzo 1998     | Spacewatch                           |
| 20246 Frappa           | 1998 ER6                 | 1 marzo 1998     | ODAS                                 |
| 20247 -                | 1998 EB9                 | 2 marzo 1998     | Beijing Schmidt CCD Asteroid Program |
| 20248 -                | 1998 EE10                | 2 marzo 1998     | Beijing Schmidt CCD Asteroid Program |
| 20249 -                | 1998 EM10                | 1 marzo 1998     | E. W. Elst                           |
| 20250 -                | 1998 EP11                | 1 marzo 1998     | E. W. Elst                           |
| 20251 -                | 1998 EA12                | 1 marzo 1998     | E. W. Elst                           |
| 20252 Eyjafjallajökull | 1998 EY13                | 1 marzo 1998     | E. W. Elst                           |
| 20253 -                | 1998 EJ21                | 1 marzo 1998     | Beijing Schmidt CCD Asteroid Program |
| 20254 Úpice            | 1998 FE2                 | 21 marzo 1998    | P. Pravec                            |
| 20255 -                | 1998 FX2                 | 22 marzo 1998    | LINEAR                               |
| 20256 Adolfneckař      | 1998 FC3                 | 23 marzo 1998    | P. Pravec                            |
| 20257 -                | 1998 FL6                 | 18 marzo 1998    | Spacewatch                           |
| 20258 -                | 1998 FF10                | 24 marzo 1998    | ODAS                                 |
| 20259 Alanhoffman      | 1998 FV10                | 24 marzo 1998    | ODAS                                 |
| 20260 -                | 1998 FL11                | 22 marzo 1998    | T. Kobayashi                         |
| 20261 -                | 1998 FM12                | 19 marzo 1998    | Beijing Schmidt CCD Asteroid Program |
| 20262 -                | 1998 FB14                | 25 marzo 1998    | NEAT                                 |
| 20263 -                | 1998 FF16                | 25 marzo 1998    | T. Kagawa                            |
| 20264 Chauhan          | 1998 FV20                | 20 marzo 1998    | LINEAR                               |
| 20265 Yuyinchen        | 1998 FP23                | 20 marzo 1998    | LINEAR                               |
| 20266 Danielchoi       | 1998 FK26                | 20 marzo 1998    | LINEAR                               |
| 20267 -                | 1998 FU27                | 20 marzo 1998    | LINEAR                               |
| 20268 Racollier        | 1998 FC28                | 20 marzo 1998    | LINEAR                               |
| 20269 -                | 1998 FF28                | 20 marzo 1998    | LINEAR                               |
| 20270 Phildeutsch      | 1998 FR30                | 20 marzo 1998    | LINEAR                               |
| 20271 Allygoldberg     | 1998 FK32                | 20 marzo 1998    | LINEAR                               |
| 20272 Duyha            | 1998 FH33                | 20 marzo 1998    | LINEAR                               |
| 20273 -                | 1998 FO37                | 20 marzo 1998    | LINEAR                               |
| 20274 Halperin         | 1998 FZ40                | 20 marzo 1998    | LINEAR                               |
| 20275 -                | 1998 FR41                | 20 marzo 1998    | LINEAR                               |
| 20276 -                | 1998 FO42                | 20 marzo 1998    | LINEAR                               |
| 20277 -                | 1998 FL44                | 20 marzo 1998    | LINEAR                               |
| 20278 Qileihang        | 1998 FP45                | 20 marzo 1998    | LINEAR                               |
| 20279 Harel            | 1998 FZ47                | 20 marzo 1998    | LINEAR                               |
| 20280 -                | 1998 FQ49                | 20 marzo 1998    | LINEAR                               |
| 20281 Kathartman       | 1998 FZ49                | 20 marzo 1998    | LINEAR                               |
| 20282 Hedberg          | 1998 FT51                | 20 marzo 1998    | LINEAR                               |
| 20283 Elizaheller      | 1998 FG55                | 20 marzo 1998    | LINEAR                               |
| 20284 Andreilevin      | 1998 FL58                | 20 marzo 1998    | LINEAR                               |
| 20285 Lubin            | 1998 FU58                | 20 marzo 1998    | LINEAR                               |
| 20286 Michta           | 1998 FT59                | 20 marzo 1998    | LINEAR                               |
| 20287 Munteanu         | 1998 FT61                | 20 marzo 1998    | LINEAR                               |
| 20288 Nachbaur         | 1998 FR62                | 20 marzo 1998    | LINEAR                               |
| 20289 Nettimi          | 1998 FQ64                | 20 marzo 1998    | LINEAR                               |
| 20290 Seanraj          | 1998 FJ65                | 20 marzo 1998    | LINEAR                               |
| 20291 Raumurthy        | 1998 FF67                | 20 marzo 1998    | LINEAR                               |
| 20292 Eduardreznik     | 1998 FV70                | 20 marzo 1998    | LINEAR                               |
| 20293 Sirichelson      | 1998 FQ72                | 20 marzo 1998    | LINEAR                               |
| 20294 -                | 1998 FA73                | 27 marzo 1998    | ODAS                                 |
| 20295 -                | 1998 FF75                | 24 marzo 1998    | LINEAR                               |
| 20296 Shayestorm       | 1998 FL76                | 24 marzo 1998    | LINEAR                               |
| 20297 -                | 1998 FQ76                | 24 marzo 1998    | LINEAR                               |
| 20298 Gordonsu         | 1998 FW77                | 24 marzo 1998    | LINEAR                               |
| 20299 -                | 1998 FH78                | 24 marzo 1998    | LINEAR                               |
| 20300 Arjunsuri        | 1998 FE84                | 24 marzo 1998    | LINEAR                               |

## 20301-20400
| Nome               | Designazione provvisoria | Data di scoperta | Scopritore      |
| ------------------ | ------------------------ | ---------------- | --------------- |
| 20301 Thakur       | 1998 FY99                | 31 marzo 1998    | LINEAR          |
| 20302 Kevinwang    | 1998 FW100               | 31 marzo 1998    | LINEAR          |
| 20303 Lindwestrick | 1998 FU101               | 31 marzo 1998    | LINEAR          |
| 20304 Wolfson      | 1998 FA102               | 31 marzo 1998    | LINEAR          |
| 20305 Feliciayen   | 1998 FU102               | 31 marzo 1998    | LINEAR          |
| 20306 Richarnold   | 1998 FC106               | 31 marzo 1998    | LINEAR          |
| 20307 Johnbarnes   | 1998 FH106               | 31 marzo 1998    | LINEAR          |
| 20308 -            | 1998 FP109               | 31 marzo 1998    | LINEAR          |
| 20309 Batalden     | 1998 FD110               | 31 marzo 1998    | LINEAR          |
| 20310 -            | 1998 FD117               | 31 marzo 1998    | LINEAR          |
| 20311 Nancycarter  | 1998 FH117               | 31 marzo 1998    | LINEAR          |
| 20312 Danahy       | 1998 FH118               | 31 marzo 1998    | LINEAR          |
| 20313 Fredrikson   | 1998 FM122               | 20 marzo 1998    | LINEAR          |
| 20314 Johnharrison | 1998 FN126               | 28 marzo 1998    | J. Broughton    |
| 20315 -            | 1998 FD130               | 22 marzo 1998    | LINEAR          |
| 20316 Jerahalpern  | 1998 FU138               | 28 marzo 1998    | LINEAR          |
| 20317 Hendrickson  | 1998 FD144               | 29 marzo 1998    | LINEAR          |
| 20318 -            | 1998 GZ                  | 3 aprile 1998    | T. Urata        |
| 20319 -            | 1998 GK1                 | 5 aprile 1998    | F. B. Zoltowski |
| 20320 -            | 1998 GH8                 | 2 aprile 1998    | LINEAR          |
| 20321 Lightdonovan | 1998 HJ19                | 18 aprile 1998   | LINEAR          |
| 20322 -            | 1998 HZ20                | 20 aprile 1998   | LINEAR          |
| 20323 Tomlindstom  | 1998 HC21                | 20 aprile 1998   | LINEAR          |
| 20324 Johnmahoney  | 1998 HF22                | 20 aprile 1998   | LINEAR          |
| 20325 Julianoey    | 1998 HO27                | 21 aprile 1998   | Spacewatch      |
| 20326 -            | 1998 HG37                | 20 aprile 1998   | LINEAR          |
| 20327 -            | 1998 HQ39                | 20 aprile 1998   | LINEAR          |
| 20328 -            | 1998 HS42                | 30 aprile 1998   | R. Linderholm   |
| 20329 Manfro       | 1998 HQ43                | 20 aprile 1998   | LINEAR          |
| 20330 Manwell      | 1998 HY44                | 20 aprile 1998   | LINEAR          |
| 20331 Bijemarks    | 1998 HH45                | 20 aprile 1998   | LINEAR          |
| 20332 -            | 1998 HO49                | 25 aprile 1998   | NEAT            |
| 20333 Johannhuth   | 1998 HH51                | 25 aprile 1998   | LONEOS          |
| 20334 Glewitsky    | 1998 HL51                | 25 aprile 1998   | LONEOS          |
| 20335 Charmartell  | 1998 HK57                | 21 aprile 1998   | LINEAR          |
| 20336 Gretamills   | 1998 HY61                | 21 aprile 1998   | LINEAR          |
| 20337 Naeve        | 1998 HP83                | 21 aprile 1998   | LINEAR          |
| 20338 Elainepappas | 1998 HA86                | 21 aprile 1998   | LINEAR          |
| 20339 Eileenreed   | 1998 HM88                | 21 aprile 1998   | LINEAR          |
| 20340 Susanruder   | 1998 HR91                | 21 aprile 1998   | LINEAR          |
| 20341 Alanstack    | 1998 HX91                | 21 aprile 1998   | LINEAR          |
| 20342 Trinh        | 1998 HB97                | 21 aprile 1998   | LINEAR          |
| 20343 Vaccariello  | 1998 HC100               | 21 aprile 1998   | LINEAR          |
| 20344 -            | 1998 HF103               | 25 aprile 1998   | E. W. Elst      |
| 20345 Davidvito    | 1998 HH114               | 23 aprile 1998   | LINEAR          |
| 20346 -            | 1998 HZ114               | 23 aprile 1998   | LINEAR          |
| 20347 Wunderlich   | 1998 HM121               | 23 aprile 1998   | LINEAR          |
| 20348 -            | 1998 HK122               | 23 aprile 1998   | LINEAR          |
| 20349 -            | 1998 HU123               | 23 aprile 1998   | LINEAR          |
| 20350 -            | 1998 HV125               | 23 aprile 1998   | LINEAR          |
| 20351 Kaborchardt  | 1998 HN127               | 18 aprile 1998   | LINEAR          |
| 20352 Pinakibose   | 1998 HC129               | 19 aprile 1998   | LINEAR          |
| 20353 -            | 1998 HD129               | 19 aprile 1998   | LINEAR          |
| 20354 Rebeccachan  | 1998 HA139               | 21 aprile 1998   | LINEAR          |
| 20355 Saraclark    | 1998 HD146               | 21 aprile 1998   | LINEAR          |
| 20356 -            | 1998 HG147               | 23 aprile 1998   | LINEAR          |
| 20357 Shireendhir  | 1998 HP147               | 23 aprile 1998   | LINEAR          |
| 20358 Dalem        | 1998 HD148               | 25 aprile 1998   | E. W. Elst      |
| 20359 -            | 1998 JR                  | 1 maggio 1998    | NEAT            |
| 20360 Holsapple    | 1998 JO2                 | 1 maggio 1998    | LONEOS          |
| 20361 Romanishin   | 1998 JD3                 | 1 maggio 1998    | LONEOS          |
| 20362 Trilling     | 1998 JH3                 | 1 maggio 1998    | LONEOS          |
| 20363 Komitov      | 1998 KU1                 | 18 maggio 1998   | LONEOS          |
| 20364 Zdeněkmiler  | 1998 KC5                 | 20 maggio 1998   | Kleť            |
| 20365 -            | 1998 KD5                 | 24 maggio 1998   | F. B. Zoltowski |
| 20366 Bonev        | 1998 KP8                 | 23 maggio 1998   | LONEOS          |
| 20367 Erikagibb    | 1998 KT8                 | 23 maggio 1998   | LONEOS          |
| 20368 -            | 1998 KF10                | 27 maggio 1998   | K. A. Williams  |
| 20369 -            | 1998 KE16                | 22 maggio 1998   | LINEAR          |
| 20370 -            | 1998 KR29                | 22 maggio 1998   | LINEAR          |
| 20371 Ekladyous    | 1998 KE30                | 22 maggio 1998   | LINEAR          |
| 20372 Juliafanning | 1998 KS35                | 22 maggio 1998   | LINEAR          |
| 20373 Fullmer      | 1998 KX37                | 22 maggio 1998   | LINEAR          |
| 20374 -            | 1998 KD38                | 22 maggio 1998   | LINEAR          |
| 20375 Sherrigerten | 1998 KU38                | 22 maggio 1998   | LINEAR          |
| 20376 Joyhines     | 1998 KB44                | 22 maggio 1998   | LINEAR          |
| 20377 Jakubisin    | 1998 KX46                | 22 maggio 1998   | LINEAR          |
| 20378 -            | 1998 KZ46                | 22 maggio 1998   | LINEAR          |
| 20379 Christijohns | 1998 KS47                | 22 maggio 1998   | LINEAR          |
| 20380 -            | 1998 KW47                | 22 maggio 1998   | LINEAR          |
| 20381 -            | 1998 KX47                | 22 maggio 1998   | LINEAR          |
| 20382 -            | 1998 KW49                | 23 maggio 1998   | LINEAR          |
| 20383 -            | 1998 KU51                | 23 maggio 1998   | LINEAR          |
| 20384 -            | 1998 KW51                | 23 maggio 1998   | LINEAR          |
| 20385 -            | 1998 KS53                | 23 maggio 1998   | LINEAR          |
| 20386 -            | 1998 KK54                | 23 maggio 1998   | LINEAR          |
| 20387 -            | 1998 KP54                | 23 maggio 1998   | LINEAR          |
| 20388 -            | 1998 KZ54                | 23 maggio 1998   | LINEAR          |
| 20389 -            | 1998 KA55                | 23 maggio 1998   | LINEAR          |
| 20390 -            | 1998 KK55                | 23 maggio 1998   | LINEAR          |
| 20391 -            | 1998 KT55                | 23 maggio 1998   | LINEAR          |
| 20392 Mikeshepard  | 1998 MA8                 | 19 giugno 1998   | LONEOS          |
| 20393 Kevinlane    | 1998 MZ8                 | 19 giugno 1998   | LINEAR          |
| 20394 Fatou        | 1998 MQ17                | 28 giugno 1998   | P. G. Comba     |
| 20395 -            | 1998 MY29                | 24 giugno 1998   | LINEAR          |
| 20396 -            | 1998 MF32                | 24 giugno 1998   | LINEAR          |
| 20397 -            | 1998 MR35                | 24 giugno 1998   | LINEAR          |
| 20398 -            | 1998 NQ                  | 11 luglio 1998   | F. B. Zoltowski |
| 20399 Michaelesser | 1998 OO                  | 20 luglio 1998   | ODAS            |
| 20400 -            | 1998 OB4                 | 24 luglio 1998   | ODAS            |

## 20401-20500
| Nome                  | Designazione provvisoria | Data di scoperta  | Scopritore                 |
| --------------------- | ------------------------ | ----------------- | -------------------------- |
| 20401 -               | 1998 OX5                 | 21 luglio 1998    | LINEAR                     |
| 20402 -               | 1998 OH6                 | 31 luglio 1998    | Višnjan Observatory        |
| 20403 Attenborough    | 1998 OW11                | 22 luglio 1998    | J. Broughton               |
| 20404 -               | 1998 OB14                | 26 luglio 1998    | E. W. Elst                 |
| 20405 Barryburke      | 1998 QP6                 | 24 agosto 1998    | ODAS                       |
| 20406 -               | 1998 QJ13                | 17 agosto 1998    | LINEAR                     |
| 20407 -               | 1998 QM20                | 17 agosto 1998    | LINEAR                     |
| 20408 -               | 1998 QW31                | 17 agosto 1998    | LINEAR                     |
| 20409 -               | 1998 QP43                | 17 agosto 1998    | LINEAR                     |
| 20410 -               | 1998 QM51                | 17 agosto 1998    | LINEAR                     |
| 20411 -               | 1998 QJ69                | 24 agosto 1998    | LINEAR                     |
| 20412 -               | 1998 QG73                | 24 agosto 1998    | LINEAR                     |
| 20413 -               | 1998 QY91                | 28 agosto 1998    | LINEAR                     |
| 20414 -               | 1998 RH16                | 9 settembre 1998  | ODAS                       |
| 20415 Amandalu        | 1998 RL61                | 14 settembre 1998 | LINEAR                     |
| 20416 Mansour         | 1998 RR65                | 14 settembre 1998 | LINEAR                     |
| 20417 -               | 1998 SA7                 | 20 settembre 1998 | Spacewatch                 |
| 20418 -               | 1998 SH71                | 21 settembre 1998 | E. W. Elst                 |
| 20419 -               | 1998 SE117               | 26 settembre 1998 | LINEAR                     |
| 20420 Marashwhitman   | 1998 SN129               | 26 settembre 1998 | LINEAR                     |
| 20421 -               | 1998 TG3                 | 14 ottobre 1998   | LINEAR                     |
| 20422 -               | 1998 UE8                 | 23 ottobre 1998   | K. Korlević                |
| 20423 -               | 1998 VN7                 | 10 novembre 1998  | LINEAR                     |
| 20424 -               | 1998 VF30                | 10 novembre 1998  | LINEAR                     |
| 20425 -               | 1998 VD35                | 15 novembre 1998  | Spacewatch                 |
| 20426 Fridlund        | 1998 VW44                | 13 novembre 1998  | C.-I. Lagerkvist           |
| 20427 Hjalmar         | 1998 VX44                | 13 novembre 1998  | C.-I. Lagerkvist           |
| 20428 -               | 1998 WG20                | 18 novembre 1998  | LINEAR                     |
| 20429 -               | 1998 YN1                 | 16 dicembre 1998  | LINEAR                     |
| 20430 Stout           | 1999 AC3                 | 10 gennaio 1999   | W. R. Cooney Jr., S. Lazar |
| 20431 -               | 1999 AA10                | 13 gennaio 1999   | K. Korlević                |
| 20432 -               | 1999 BD12                | 22 gennaio 1999   | T. Kobayashi               |
| 20433 Prestinenza     | 1999 CL12                | 14 febbraio 1999  | G. Masi                    |
| 20434 -               | 1999 FM10                | 21 marzo 1999     | K. Korlević                |
| 20435 -               | 1999 FU28                | 19 marzo 1999     | LINEAR                     |
| 20436 -               | 1999 GA33                | 12 aprile 1999    | LINEAR                     |
| 20437 Selohusa        | 1999 JH1                 | 8 maggio 1999     | CSS                        |
| 20438 -               | 1999 JP22                | 10 maggio 1999    | LINEAR                     |
| 20439 -               | 1999 JM28                | 10 maggio 1999    | LINEAR                     |
| 20440 McClintock      | 1999 JO31                | 10 maggio 1999    | LINEAR                     |
| 20441 Elijahmena      | 1999 JH50                | 10 maggio 1999    | LINEAR                     |
| 20442 -               | 1999 JK52                | 10 maggio 1999    | LINEAR                     |
| 20443 -               | 1999 JJ60                | 10 maggio 1999    | LINEAR                     |
| 20444 Mamesser        | 1999 JK63                | 10 maggio 1999    | LINEAR                     |
| 20445 -               | 1999 JN77                | 12 maggio 1999    | LINEAR                     |
| 20446 -               | 1999 JB80                | 14 maggio 1999    | LINEAR                     |
| 20447 -               | 1999 JR85                | 15 maggio 1999    | LINEAR                     |
| 20448 -               | 1999 JM96                | 12 maggio 1999    | LINEAR                     |
| 20449 -               | 1999 JM108               | 13 maggio 1999    | LINEAR                     |
| 20450 Marymohammed    | 1999 JJ111               | 13 maggio 1999    | LINEAR                     |
| 20451 Galeotti        | 1999 JR134               | 15 maggio 1999    | LONEOS                     |
| 20452 -               | 1999 KG4                 | 20 maggio 1999    | LINEAR                     |
| 20453 -               | 1999 KL6                 | 24 maggio 1999    | LINEAR                     |
| 20454 Pedrajo         | 1999 LD4                 | 9 giugno 1999     | LINEAR                     |
| 20455 Pennell         | 1999 LE4                 | 9 giugno 1999     | LINEAR                     |
| 20456 -               | 1999 LX6                 | 8 giugno 1999     | Spacewatch                 |
| 20457 -               | 1999 LX7                 | 10 giugno 1999    | F. B. Zoltowski            |
| 20458 -               | 1999 LZ21                | 9 giugno 1999     | LINEAR                     |
| 20459 -               | 1999 LO26                | 9 giugno 1999     | LINEAR                     |
| 20460 Robwhiteley     | 1999 LO28                | 13 giugno 1999    | CSS                        |
| 20461 Dioretsa        | 1999 LD31                | 8 giugno 1999     | LINEAR                     |
| 20462 -               | 1999 LZ31                | 14 giugno 1999    | Spacewatch                 |
| 20463 -               | 1999 MC1                 | 23 giugno 1999    | F. B. Zoltowski            |
| 20464 -               | 1999 MD1                 | 24 giugno 1999    | F. B. Zoltowski            |
| 20465 Vervack         | 1999 MJ1                 | 20 giugno 1999    | LONEOS                     |
| 20466 -               | 1999 MW1                 | 20 giugno 1999    | CSS                        |
| 20467 Hibbitts        | 1999 MX1                 | 20 giugno 1999    | LONEOS                     |
| 20468 Petercook       | 1999 NK4                 | 13 luglio 1999    | J. Broughton               |
| 20469 Dudleymoore     | 1999 NQ4                 | 13 luglio 1999    | J. Broughton               |
| 20470 -               | 1999 NZ5                 | 13 luglio 1999    | LINEAR                     |
| 20471 -               | 1999 NK6                 | 13 luglio 1999    | LINEAR                     |
| 20472 Mollypettit     | 1999 NL7                 | 13 luglio 1999    | LINEAR                     |
| 20473 -               | 1999 NS8                 | 13 luglio 1999    | LINEAR                     |
| 20474 Reasoner        | 1999 NV9                 | 13 luglio 1999    | LINEAR                     |
| 20475 -               | 1999 NU11                | 13 luglio 1999    | LINEAR                     |
| 20476 Chanarich       | 1999 NH12                | 13 luglio 1999    | LINEAR                     |
| 20477 Anastroda       | 1999 NQ18                | 14 luglio 1999    | LINEAR                     |
| 20478 Rutenberg       | 1999 NJ20                | 14 luglio 1999    | LINEAR                     |
| 20479 Celisaucier     | 1999 NO22                | 14 luglio 1999    | LINEAR                     |
| 20480 Antonschraut    | 1999 NT31                | 14 luglio 1999    | LINEAR                     |
| 20481 Sharples        | 1999 NW37                | 14 luglio 1999    | LINEAR                     |
| 20482 Dustinshea      | 1999 NH40                | 14 luglio 1999    | LINEAR                     |
| 20483 Sinay           | 1999 NK41                | 14 luglio 1999    | LINEAR                     |
| 20484 Janetsong       | 1999 NL41                | 14 luglio 1999    | LINEAR                     |
| 20485 -               | 1999 NJ54                | 12 luglio 1999    | LINEAR                     |
| 20486 -               | 1999 NU56                | 12 luglio 1999    | LINEAR                     |
| 20487 -               | 1999 NJ62                | 13 luglio 1999    | LINEAR                     |
| 20488 Pic-du-Midi     | 1999 OL                  | 17 luglio 1999    | Pises                      |
| 20489 -               | 1999 OJ2                 | 22 luglio 1999    | LINEAR                     |
| 20490 -               | 1999 OW2                 | 22 luglio 1999    | LINEAR                     |
| 20491 Ericstrege      | 1999 OA5                 | 16 luglio 1999    | LINEAR                     |
| 20492 -               | 1999 OC5                 | 16 luglio 1999    | LINEAR                     |
| 20493 -               | 1999 OD5                 | 16 luglio 1999    | LINEAR                     |
| 20494 -               | 1999 PM1                 | 3 agosto 1999     | R. H. McNaught             |
| 20495 Rimavská Sobota | 1999 PW4                 | 15 agosto 1999    | P. Pravec, P. Kušnirák     |
| 20496 Jeník           | 1999 QA2                 | 22 agosto 1999    | L. Šarounová               |
| 20497 Mařenka         | 1999 RS                  | 4 settembre 1999  | L. Šarounová               |
| 20498 -               | 1999 RT1                 | 5 settembre 1999  | K. Korlević                |
| 20499 -               | 1999 RZ2                 | 6 settembre 1999  | K. Korlević                |
| 20500 Avner           | 1999 RP3                 | 4 settembre 1999  | CSS                        |

## 20501-20600
| Nome               | Designazione provvisoria | Data di scoperta  | Scopritore         |
| ------------------ | ------------------------ | ----------------- | ------------------ |
| 20501 -            | 1999 RD10                | 7 settembre 1999  | LINEAR             |
| 20502 -            | 1999 RG11                | 7 settembre 1999  | LINEAR             |
| 20503 Adamtazi     | 1999 RX14                | 7 settembre 1999  | LINEAR             |
| 20504 -            | 1999 RH15                | 7 settembre 1999  | LINEAR             |
| 20505 -            | 1999 RE16                | 7 settembre 1999  | LINEAR             |
| 20506 -            | 1999 RO17                | 7 settembre 1999  | LINEAR             |
| 20507 -            | 1999 RU19                | 7 settembre 1999  | LINEAR             |
| 20508 -            | 1999 RL25                | 7 settembre 1999  | LINEAR             |
| 20509 -            | 1999 RL26                | 7 settembre 1999  | LINEAR             |
| 20510 -            | 1999 RQ26                | 7 settembre 1999  | LINEAR             |
| 20511 -            | 1999 RJ31                | 8 settembre 1999  | K. Korlević        |
| 20512 Rothenberg   | 1999 RW32                | 10 settembre 1999 | A. Knöfel          |
| 20513 Lazio        | 1999 RC34                | 10 settembre 1999 | F. Mallia, G. Masi |
| 20514 -            | 1999 RD34                | 7 settembre 1999  | K. Korlević        |
| 20515 -            | 1999 RO34                | 11 settembre 1999 | K. Korlević        |
| 20516 -            | 1999 RP34                | 11 settembre 1999 | K. Korlević        |
| 20517 Judycrystal  | 1999 RB35                | 11 settembre 1999 | L. Robinson        |
| 20518 Rendtel      | 1999 RC36                | 12 settembre 1999 | A. Knöfel          |
| 20519 -            | 1999 RH36                | 12 settembre 1999 | K. Korlević        |
| 20520 -            | 1999 RC38                | 13 settembre 1999 | K. Korlević        |
| 20521 -            | 1999 RM38                | 13 settembre 1999 | K. Korlević        |
| 20522 Yogeshwar    | 1999 RK40                | 13 settembre 1999 | A. Knöfel          |
| 20523 -            | 1999 RZ41                | 13 settembre 1999 | K. Korlević        |
| 20524 Bustersikes  | 1999 RJ42                | 13 settembre 1999 | C. W. Juels        |
| 20525 -            | 1999 RU43                | 14 settembre 1999 | K. Korlević        |
| 20526 Bathompson   | 1999 RZ45                | 7 settembre 1999  | LINEAR             |
| 20527 Dajowestrich | 1999 RO48                | 7 settembre 1999  | LINEAR             |
| 20528 Kyleyawn     | 1999 RL50                | 7 settembre 1999  | LINEAR             |
| 20529 Zwerling     | 1999 RM53                | 7 settembre 1999  | LINEAR             |
| 20530 Johnayres    | 1999 RG55                | 7 settembre 1999  | LINEAR             |
| 20531 Stevebabcock | 1999 RW57                | 7 settembre 1999  | LINEAR             |
| 20532 Benbilby     | 1999 RL64                | 7 settembre 1999  | LINEAR             |
| 20533 Irmabonham   | 1999 RO72                | 7 settembre 1999  | LINEAR             |
| 20534 Bozeman      | 1999 RU74                | 7 settembre 1999  | LINEAR             |
| 20535 Marshburrows | 1999 RV74                | 7 settembre 1999  | LINEAR             |
| 20536 Tracicarter  | 1999 RF81                | 7 settembre 1999  | LINEAR             |
| 20537 Sandraderosa | 1999 RO82                | 7 settembre 1999  | LINEAR             |
| 20538 -            | 1999 RN84                | 7 settembre 1999  | LINEAR             |
| 20539 Gadberry     | 1999 RT86                | 7 settembre 1999  | LINEAR             |
| 20540 Marhalpern   | 1999 RV86                | 7 settembre 1999  | LINEAR             |
| 20541 -            | 1999 RN93                | 7 settembre 1999  | LINEAR             |
| 20542 -            | 1999 RD94                | 7 settembre 1999  | LINEAR             |
| 20543 -            | 1999 RZ98                | 7 settembre 1999  | LINEAR             |
| 20544 Kimhansell   | 1999 RG100               | 8 settembre 1999  | LINEAR             |
| 20545 Karenhowell  | 1999 RS104               | 8 settembre 1999  | LINEAR             |
| 20546 -            | 1999 RA105               | 8 settembre 1999  | LINEAR             |
| 20547 -            | 1999 RD105               | 8 settembre 1999  | LINEAR             |
| 20548 -            | 1999 RM107               | 8 settembre 1999  | LINEAR             |
| 20549 -            | 1999 RH110               | 8 settembre 1999  | LINEAR             |
| 20550 -            | 1999 RX110               | 8 settembre 1999  | LINEAR             |
| 20551 -            | 1999 RE112               | 9 settembre 1999  | LINEAR             |
| 20552 -            | 1999 RU112               | 9 settembre 1999  | LINEAR             |
| 20553 Donaldhowk   | 1999 RQ113               | 9 settembre 1999  | LINEAR             |
| 20554 -            | 1999 RW114               | 9 settembre 1999  | LINEAR             |
| 20555 Jennings     | 1999 RC115               | 9 settembre 1999  | LINEAR             |
| 20556 Midgekimble  | 1999 RZ115               | 9 settembre 1999  | LINEAR             |
| 20557 Davidkulka   | 1999 RB116               | 9 settembre 1999  | LINEAR             |
| 20558 -            | 1999 RN117               | 9 settembre 1999  | LINEAR             |
| 20559 Sheridanlamp | 1999 RJ118               | 9 settembre 1999  | LINEAR             |
| 20560 -            | 1999 RX118               | 9 settembre 1999  | LINEAR             |
| 20561 -            | 1999 RE120               | 9 settembre 1999  | LINEAR             |
| 20562 -            | 1999 RV120               | 9 settembre 1999  | LINEAR             |
| 20563 -            | 1999 RG121               | 9 settembre 1999  | LINEAR             |
| 20564 Michaellane  | 1999 RT122               | 9 settembre 1999  | LINEAR             |
| 20565 -            | 1999 RR123               | 9 settembre 1999  | LINEAR             |
| 20566 Laurielee    | 1999 RV125               | 9 settembre 1999  | LINEAR             |
| 20567 McQuarrie    | 1999 RS129               | 9 settembre 1999  | LINEAR             |
| 20568 Migaki       | 1999 RC130               | 9 settembre 1999  | LINEAR             |
| 20569 -            | 1999 RP132               | 9 settembre 1999  | LINEAR             |
| 20570 Molchan      | 1999 RV133               | 9 settembre 1999  | LINEAR             |
| 20571 Tiamorrison  | 1999 RA135               | 9 settembre 1999  | LINEAR             |
| 20572 Celemorrow   | 1999 RN137               | 9 settembre 1999  | LINEAR             |
| 20573 Garynadler   | 1999 RW137               | 9 settembre 1999  | LINEAR             |
| 20574 Ochinero     | 1999 RZ139               | 9 settembre 1999  | LINEAR             |
| 20575 -            | 1999 RL142               | 9 settembre 1999  | LINEAR             |
| 20576 Marieoertle  | 1999 RG148               | 9 settembre 1999  | LINEAR             |
| 20577 -            | 1999 RM148               | 9 settembre 1999  | LINEAR             |
| 20578 -            | 1999 RH149               | 9 settembre 1999  | LINEAR             |
| 20579 -            | 1999 RX149               | 9 settembre 1999  | LINEAR             |
| 20580 Marilpeters  | 1999 RG151               | 9 settembre 1999  | LINEAR             |
| 20581 Prendergast  | 1999 RQ152               | 9 settembre 1999  | LINEAR             |
| 20582 Reichenbach  | 1999 RP154               | 9 settembre 1999  | LINEAR             |
| 20583 Richthammer  | 1999 RK158               | 9 settembre 1999  | LINEAR             |
| 20584 Brigidsavage | 1999 RP159               | 9 settembre 1999  | LINEAR             |
| 20585 Wentworth    | 1999 RG160               | 9 settembre 1999  | LINEAR             |
| 20586 Elizkolod    | 1999 RR160               | 9 settembre 1999  | LINEAR             |
| 20587 Jargoldman   | 1999 RD162               | 9 settembre 1999  | LINEAR             |
| 20588 -            | 1999 RM166               | 9 settembre 1999  | LINEAR             |
| 20589 Hennyadmoni  | 1999 RQ168               | 9 settembre 1999  | LINEAR             |
| 20590 Bongiovanni  | 1999 RN172               | 9 settembre 1999  | LINEAR             |
| 20591 Sameergupta  | 1999 RC177               | 9 settembre 1999  | LINEAR             |
| 20592 -            | 1999 RV177               | 9 settembre 1999  | LINEAR             |
| 20593 Freilich     | 1999 RM180               | 9 settembre 1999  | LINEAR             |
| 20594 -            | 1999 RP183               | 9 settembre 1999  | LINEAR             |
| 20595 Ryanwisnoski | 1999 RT188               | 9 settembre 1999  | LINEAR             |
| 20596 -            | 1999 RX188               | 9 settembre 1999  | LINEAR             |
| 20597 -            | 1999 RA192               | 11 settembre 1999 | LINEAR             |
| 20598 -            | 1999 RO194               | 7 settembre 1999  | LINEAR             |
| 20599 -            | 1999 RD196               | 8 settembre 1999  | LINEAR             |
| 20600 Danieltse    | 1999 RC197               | 8 settembre 1999  | LINEAR             |

## 20601-20700
| Nome                  | Designazione provvisoria | Data di scoperta  | Scopritore           |
| --------------------- | ------------------------ | ----------------- | -------------------- |
| 20601 -               | 1999 RD197               | 8 settembre 1999  | LINEAR               |
| 20602 -               | 1999 RC198               | 8 settembre 1999  | LINEAR               |
| 20603 -               | 1999 RT199               | 8 settembre 1999  | LINEAR               |
| 20604 Vrishikpatil    | 1999 RW205               | 8 settembre 1999  | LINEAR               |
| 20605 -               | 1999 RX209               | 8 settembre 1999  | LINEAR               |
| 20606 Widemann        | 1999 RM214               | 5 settembre 1999  | LONEOS               |
| 20607 Vernazza        | 1999 RR219               | 4 settembre 1999  | LONEOS               |
| 20608 Fredmerlin      | 1999 RH224               | 7 settembre 1999  | LONEOS               |
| 20609 -               | 1999 RO225               | 3 settembre 1999  | Spacewatch           |
| 20610 Franciswilliams | 1999 RK235               | 8 settembre 1999  | CSS                  |
| 20611 -               | 1999 RL235               | 8 settembre 1999  | CSS                  |
| 20612 -               | 1999 RT237               | 8 settembre 1999  | CSS                  |
| 20613 Chibaken        | 1999 RE240               | 11 settembre 1999 | LONEOS               |
| 20614 -               | 1999 SN3                 | 24 settembre 1999 | LINEAR               |
| 20615 -               | 1999 SZ3                 | 29 settembre 1999 | K. Korlević          |
| 20616 Zeeshansayed    | 1999 SH6                 | 30 settembre 1999 | LINEAR               |
| 20617 -               | 1999 SA7                 | 29 settembre 1999 | LINEAR               |
| 20618 Daniebutler     | 1999 SG7                 | 29 settembre 1999 | LINEAR               |
| 20619 -               | 1999 SB10                | 30 settembre 1999 | F. B. Zoltowski      |
| 20620 -               | 1999 SW10                | 30 settembre 1999 | CSS                  |
| 20621 -               | 1999 TK11                | 9 ottobre 1999    | J. Nomen             |
| 20622 -               | 1999 TQ11                | 8 ottobre 1999    | Kleť                 |
| 20623 Davidyoung      | 1999 TS11                | 10 ottobre 1999   | M. Abraham, G. Fedon |
| 20624 Dariozanetti    | 1999 TB12                | 9 ottobre 1999    | S. Sposetti          |
| 20625 Noto            | 1999 TG20                | 9 ottobre 1999    | A. Tsuchikawa        |
| 20626 -               | 1999 TH21                | 4 ottobre 1999    | LINEAR               |
| 20627 -               | 1999 TF38                | 1 ottobre 1999    | CSS                  |
| 20628 -               | 1999 TS40                | 5 ottobre 1999    | CSS                  |
| 20629 -               | 1999 TB90                | 2 ottobre 1999    | LINEAR               |
| 20630 -               | 1999 TJ90                | 2 ottobre 1999    | LINEAR               |
| 20631 Stefuller       | 1999 TW91                | 2 ottobre 1999    | LINEAR               |
| 20632 Carlyrosser     | 1999 TC92                | 2 ottobre 1999    | LINEAR               |
| 20633 -               | 1999 TU93                | 2 ottobre 1999    | LINEAR               |
| 20634 Marichardson    | 1999 TP94                | 2 ottobre 1999    | LINEAR               |
| 20635 -               | 1999 TV96                | 2 ottobre 1999    | LINEAR               |
| 20636 -               | 1999 TC97                | 2 ottobre 1999    | LINEAR               |
| 20637 -               | 1999 TX103               | 3 ottobre 1999    | LINEAR               |
| 20638 Lingchen        | 1999 TV108               | 4 ottobre 1999    | LINEAR               |
| 20639 Michellouie     | 1999 TD109               | 4 ottobre 1999    | LINEAR               |
| 20640 -               | 1999 TF118               | 4 ottobre 1999    | LINEAR               |
| 20641 Yenuanchen      | 1999 TF121               | 4 ottobre 1999    | LINEAR               |
| 20642 Laurajohnson    | 1999 TC124               | 4 ottobre 1999    | LINEAR               |
| 20643 Angelicaliu     | 1999 TK142               | 7 ottobre 1999    | LINEAR               |
| 20644 Amritdas        | 1999 TN144               | 7 ottobre 1999    | LINEAR               |
| 20645 -               | 1999 TH149               | 7 ottobre 1999    | LINEAR               |
| 20646 Nikhilgupta     | 1999 TM150               | 7 ottobre 1999    | LINEAR               |
| 20647 -               | 1999 TQ155               | 7 ottobre 1999    | LINEAR               |
| 20648 -               | 1999 TF166               | 10 ottobre 1999   | LINEAR               |
| 20649 Miklenov        | 1999 TP170               | 10 ottobre 1999   | LINEAR               |
| 20650 -               | 1999 TG173               | 10 ottobre 1999   | LINEAR               |
| 20651 -               | 1999 TE219               | 1 ottobre 1999    | CSS                  |
| 20652 -               | 1999 TY229               | 2 ottobre 1999    | CSS                  |
| 20653 -               | 1999 TN245               | 7 ottobre 1999    | CSS                  |
| 20654 Ivaneder        | 1999 TO247               | 8 ottobre 1999    | CSS                  |
| 20655 -               | 1999 TT248               | 8 ottobre 1999    | CSS                  |
| 20656 -               | 1999 TX258               | 9 ottobre 1999    | LINEAR               |
| 20657 Alvarez-Candal  | 1999 TL261               | 14 ottobre 1999   | LONEOS               |
| 20658 Bushmarinov     | 1999 TY270               | 3 ottobre 1999    | LINEAR               |
| 20659 -               | 1999 UE                  | 16 ottobre 1999   | K. Korlević          |
| 20660 -               | 1999 UF                  | 16 ottobre 1999   | K. Korlević          |
| 20661 -               | 1999 UZ                  | 16 ottobre 1999   | K. Korlević          |
| 20662 -               | 1999 UC1                 | 16 ottobre 1999   | K. Korlević          |
| 20663 -               | 1999 UU2                 | 19 ottobre 1999   | C. W. Juels          |
| 20664 Senec           | 1999 UV4                 | 31 ottobre 1999   | A. Galád, J. Tóth    |
| 20665 -               | 1999 UQ8                 | 29 ottobre 1999   | CSS                  |
| 20666 -               | 1999 UX8                 | 29 ottobre 1999   | CSS                  |
| 20667 -               | 1999 UM11                | 27 ottobre 1999   | K. Korlević          |
| 20668 -               | 1999 UN11                | 27 ottobre 1999   | K. Korlević          |
| 20669 -               | 1999 UO13                | 29 ottobre 1999   | CSS                  |
| 20670 -               | 1999 UA46                | 31 ottobre 1999   | CSS                  |
| 20671 -               | 1999 UX48                | 31 ottobre 1999   | CSS                  |
| 20672 -               | 1999 UU50                | 30 ottobre 1999   | CSS                  |
| 20673 Janelle         | 1999 VW                  | 3 novembre 1999   | G. Bell              |
| 20674 -               | 1999 VT1                 | 4 novembre 1999   | T. Urata             |
| 20675 -               | 1999 VK6                 | 5 novembre 1999   | T. Kobayashi         |
| 20676 -               | 1999 VA7                 | 8 novembre 1999   | C. W. Juels          |
| 20677 -               | 1999 VT7                 | 7 novembre 1999   | K. Korlević          |
| 20678 -               | 1999 VE9                 | 8 novembre 1999   | K. Korlević          |
| 20679 -               | 1999 VU9                 | 9 novembre 1999   | C. W. Juels          |
| 20680 -               | 1999 VX9                 | 9 novembre 1999   | C. W. Juels          |
| 20681 -               | 1999 VH10                | 9 novembre 1999   | T. Kobayashi         |
| 20682 -               | 1999 VP23                | 14 novembre 1999  | C. W. Juels          |
| 20683 -               | 1999 VT44                | 4 novembre 1999   | CSS                  |
| 20684 -               | 1999 VW44                | 4 novembre 1999   | CSS                  |
| 20685 -               | 1999 VX48                | 3 novembre 1999   | LINEAR               |
| 20686 Thottumkara     | 1999 VX54                | 4 novembre 1999   | LINEAR               |
| 20687 Saletore        | 1999 VQ60                | 4 novembre 1999   | LINEAR               |
| 20688 -               | 1999 VR62                | 4 novembre 1999   | LINEAR               |
| 20689 Zhuyuanchen     | 1999 VF63                | 4 novembre 1999   | LINEAR               |
| 20690 Crivello        | 1999 VY66                | 4 novembre 1999   | LINEAR               |
| 20691 -               | 1999 VY72                | 11 novembre 1999  | R. H. McNaught       |
| 20692 -               | 1999 VX73                | 1 novembre 1999   | Spacewatch           |
| 20693 Ramondiaz       | 1999 VV81                | 5 novembre 1999   | LINEAR               |
| 20694 -               | 1999 VT82                | 1 novembre 1999   | Spacewatch           |
| 20695 -               | 1999 VM92                | 9 novembre 1999   | LINEAR               |
| 20696 Torresduarte    | 1999 VJ95                | 9 novembre 1999   | LINEAR               |
| 20697 -               | 1999 VK115               | 9 novembre 1999   | CSS                  |
| 20698 -               | 1999 VE127               | 9 novembre 1999   | Spacewatch           |
| 20699 -               | 1999 VJ144               | 11 novembre 1999  | CSS                  |
| 20700 -               | 1999 VG145               | 8 novembre 1999   | LINEAR               |

## 20701-20800
| Nome                  | Designazione provvisoria | Data di scoperta  | Scopritore                  |
| --------------------- | ------------------------ | ----------------- | --------------------------- |
| 20701 -               | 1999 VL179               | 6 novembre 1999   | LINEAR                      |
| 20702 -               | 1999 VF195               | 3 novembre 1999   | CSS                         |
| 20703 -               | 1999 VC203               | 8 novembre 1999   | CSS                         |
| 20704 -               | 1999 WH                  | 16 novembre 1999  | T. Kobayashi                |
| 20705 -               | 1999 WH3                 | 18 novembre 1999  | T. Kobayashi                |
| 20706 -               | 1999 WY3                 | 28 novembre 1999  | T. Kobayashi                |
| 20707 -               | 1999 WW4                 | 28 novembre 1999  | T. Kobayashi                |
| 20708 -               | 1999 XH1                 | 2 dicembre 1999   | T. Kobayashi                |
| 20709 -               | 1999 XM8                 | 2 dicembre 1999   | Uppsala-DLR Asteroid Survey |
| 20710 -               | 1999 XP10                | 5 dicembre 1999   | CSS                         |
| 20711 -               | 1999 XF12                | 5 dicembre 1999   | LINEAR                      |
| 20712 -               | 1999 XF13                | 5 dicembre 1999   | LINEAR                      |
| 20713 -               | 1999 XA32                | 6 dicembre 1999   | LINEAR                      |
| 20714 -               | 1999 XS36                | 7 dicembre 1999   | C. W. Juels                 |
| 20715 -               | 1999 XB44                | 7 dicembre 1999   | LINEAR                      |
| 20716 -               | 1999 XG91                | 7 dicembre 1999   | LINEAR                      |
| 20717 -               | 1999 XG93                | 7 dicembre 1999   | LINEAR                      |
| 20718 -               | 1999 XZ97                | 7 dicembre 1999   | LINEAR                      |
| 20719 Velasco         | 1999 XL99                | 7 dicembre 1999   | LINEAR                      |
| (20720) 1999 XP101    | 1999 XP101               | 7 dicembre 1999   | LINEAR                      |
| 20721 -               | 1999 XA105               | 9 dicembre 1999   | C. W. Juels                 |
| 20722 Aaronclevenson  | 1999 XZ109               | 4 dicembre 1999   | CSS                         |
| 20723 -               | 1999 XH113               | 11 dicembre 1999  | LINEAR                      |
| 20724 -               | 1999 XO116               | 5 dicembre 1999   | CSS                         |
| 20725 -               | 1999 XP120               | 5 dicembre 1999   | CSS                         |
| 20726 -               | 1999 XE122               | 7 dicembre 1999   | CSS                         |
| 20727 -               | 1999 XV123               | 7 dicembre 1999   | CSS                         |
| 20728 -               | 1999 XD143               | 14 dicembre 1999  | C. W. Juels                 |
| 20729 Opheltius       | 1999 XS143               | 15 dicembre 1999  | C. W. Juels                 |
| 20730 Jorgecarvano    | 1999 XC151               | 9 dicembre 1999   | LONEOS                      |
| 20731 Mothédiniz      | 1999 XH151               | 9 dicembre 1999   | LONEOS                      |
| 20732 -               | 1999 XB167               | 10 dicembre 1999  | LINEAR                      |
| 20733 -               | 1999 XE168               | 10 dicembre 1999  | LINEAR                      |
| 20734 -               | 1999 XA169               | 10 dicembre 1999  | LINEAR                      |
| 20735 -               | 1999 XU169               | 10 dicembre 1999  | LINEAR                      |
| 20736 -               | 1999 XV170               | 10 dicembre 1999  | LINEAR                      |
| 20737 -               | 1999 XJ189               | 12 dicembre 1999  | LINEAR                      |
| (20738) 1999 XG191    | 1999 XG191               | 12 dicembre 1999  | LINEAR                      |
| (20739) 1999 XM193    | 1999 XM193               | 12 dicembre 1999  | LINEAR                      |
| 20740 Sémery          | 1999 XB228               | 13 dicembre 1999  | LONEOS                      |
| 20741 Jeanmichelreess | 1999 XA230               | 7 dicembre 1999   | LONEOS                      |
| 20742 -               | 1999 XJ261               | 14 dicembre 1999  | CSS                         |
| 20743 -               | 2000 AR6                 | 2 gennaio 2000    | LINEAR                      |
| 20744 -               | 2000 AO151               | 8 gennaio 2000    | LINEAR                      |
| 20745 -               | 2000 AS185               | 8 gennaio 2000    | LINEAR                      |
| 20746 -               | 2000 AL186               | 8 gennaio 2000    | LINEAR                      |
| 20747 -               | 2000 AM186               | 8 gennaio 2000    | LINEAR                      |
| 20748 -               | 2000 AP186               | 8 gennaio 2000    | LINEAR                      |
| 20749 -               | 2000 AD199               | 9 gennaio 2000    | LINEAR                      |
| 20750 -               | 2000 AF199               | 9 gennaio 2000    | LINEAR                      |
| 20751 -               | 2000 AA200               | 9 gennaio 2000    | LINEAR                      |
| 20752 -               | 2000 AP200               | 9 gennaio 2000    | LINEAR                      |
| 20753 -               | 2000 AW211               | 5 gennaio 2000    | Spacewatch                  |
| 20754 -               | 2000 AD244               | 8 gennaio 2000    | LINEAR                      |
| 20755 -               | 2000 BX6                 | 27 gennaio 2000   | LINEAR                      |
| 20756 -               | 2000 BC19                | 27 gennaio 2000   | Uppsala-DLR Asteroid Survey |
| 20757 -               | 2000 CV52                | 2 febbraio 2000   | LINEAR                      |
| 20758 -               | 2000 CS94                | 8 febbraio 2000   | LINEAR                      |
| 20759 -               | 2000 CX96                | 6 febbraio 2000   | LINEAR                      |
| 20760 Chanmatchun     | 2000 DR8                 | 27 febbraio 2000  | W. K. Y. Yeung              |
| 20761 -               | 2000 EA8                 | 5 marzo 2000      | D. K. Chesney               |
| 20762 -               | 2000 EE36                | 4 marzo 2000      | LINEAR                      |
| 20763 -               | 2000 FQ9                 | 31 marzo 2000     | Uppsala-DLR Asteroid Survey |
| 20764 -               | 2000 FE38                | 29 marzo 2000     | LINEAR                      |
| 20765 -               | 2000 JC40                | 7 maggio 2000     | LINEAR                      |
| 20766 -               | 2000 PK11                | 1 agosto 2000     | LINEAR                      |
| 20767 -               | 2000 PN24                | 2 agosto 2000     | LINEAR                      |
| 20768 Langberg        | 2000 QO54                | 25 agosto 2000    | LINEAR                      |
| 20769 -               | 2000 QM65                | 28 agosto 2000    | LINEAR                      |
| 20770 -               | 2000 QT123               | 25 agosto 2000    | LINEAR                      |
| 20771 -               | 2000 QY150               | 25 agosto 2000    | LINEAR                      |
| 20772 Brittajones     | 2000 QL182               | 31 agosto 2000    | LINEAR                      |
| 20773 Aneeshvenkat    | 2000 QS208               | 31 agosto 2000    | LINEAR                      |
| 20774 -               | 2000 RP3                 | 1 settembre 2000  | LINEAR                      |
| 20775 -               | 2000 RU9                 | 1 settembre 2000  | LINEAR                      |
| 20776 Juliekrugler    | 2000 RG10                | 1 settembre 2000  | LINEAR                      |
| 20777 -               | 2000 RX10                | 1 settembre 2000  | LINEAR                      |
| 20778 Wangchaohao     | 2000 RD11                | 1 settembre 2000  | LINEAR                      |
| 20779 Xiajunchao      | 2000 RN11                | 1 settembre 2000  | LINEAR                      |
| 20780 Chanyikhei      | 2000 RO11                | 1 settembre 2000  | LINEAR                      |
| 20781 -               | 2000 RX38                | 5 settembre 2000  | LINEAR                      |
| 20782 Markcroce       | 2000 RZ52                | 4 settembre 2000  | LINEAR                      |
| 20783 -               | 2000 RK55                | 3 settembre 2000  | LINEAR                      |
| 20784 Trevorpowers    | 2000 RN56                | 6 settembre 2000  | LINEAR                      |
| 20785 Mitalithakor    | 2000 RO60                | 3 settembre 2000  | LINEAR                      |
| 20786 -               | 2000 RG62                | 1 settembre 2000  | LINEAR                      |
| 20787 Mitchfourman    | 2000 RZ71                | 2 settembre 2000  | LINEAR                      |
| 20788 -               | 2000 SB29                | 23 settembre 2000 | LINEAR                      |
| 20789 Hughgrant       | 2000 SU44                | 28 settembre 2000 | C. W. Juels                 |
| 20790 -               | 2000 SE45                | 26 settembre 2000 | LINEAR                      |
| 20791 -               | 2000 SH60                | 24 settembre 2000 | LINEAR                      |
| 20792 -               | 2000 SH88                | 24 settembre 2000 | LINEAR                      |
| 20793 Goldinaaron     | 2000 SF118               | 24 settembre 2000 | LINEAR                      |
| 20794 Ryanolson       | 2000 SD161               | 27 settembre 2000 | LINEAR                      |
| 20795 -               | 2000 SE161               | 27 settembre 2000 | LINEAR                      |
| 20796 Philipmunoz     | 2000 SN169               | 24 settembre 2000 | LINEAR                      |
| 20797 -               | 2000 SD172               | 27 settembre 2000 | LINEAR                      |
| 20798 Verlinden       | 2000 SH172               | 27 settembre 2000 | LINEAR                      |
| 20799 Ashishbakshi    | 2000 SU172               | 27 settembre 2000 | LINEAR                      |
| 20800 -               | 2000 SV172               | 27 settembre 2000 | LINEAR                      |

## 20801-20900
| Nome                  | Designazione provvisoria | Data di scoperta  | Scopritore     |
| --------------------- | ------------------------ | ----------------- | -------------- |
| 20801 -               | 2000 SC179               | 28 settembre 2000 | LINEAR         |
| 20802 -               | 2000 SR179               | 28 settembre 2000 | LINEAR         |
| 20803 -               | 2000 SK188               | 21 settembre 2000 | NEAT           |
| 20804 Etter           | 2000 SW209               | 25 settembre 2000 | LINEAR         |
| 20805 -               | 2000 SC220               | 26 settembre 2000 | LINEAR         |
| 20806 -               | 2000 SW220               | 26 settembre 2000 | LINEAR         |
| 20807 -               | 2000 SY220               | 26 settembre 2000 | LINEAR         |
| 20808 -               | 2000 SR243               | 24 settembre 2000 | LINEAR         |
| 20809 Eshinjolly      | 2000 SW259               | 24 settembre 2000 | LINEAR         |
| 20810 -               | 2000 SE266               | 26 settembre 2000 | LINEAR         |
| 20811 -               | 2000 ST266               | 26 settembre 2000 | LINEAR         |
| 20812 Shannonbabb     | 2000 SL269               | 27 settembre 2000 | LINEAR         |
| 20813 Aakashshah      | 2000 SB274               | 28 settembre 2000 | LINEAR         |
| 20814 Laurajones      | 2000 SW292               | 27 settembre 2000 | LINEAR         |
| 20815 -               | 2000 SZ318               | 26 settembre 2000 | LINEAR         |
| 20816 -               | 2000 SQ319               | 26 settembre 2000 | LINEAR         |
| 20817 Liuxiaofeng     | 2000 TT50                | 1 ottobre 2000    | LINEAR         |
| 20818 Karmadiraju     | 2000 TQ54                | 1 ottobre 2000    | LINEAR         |
| 20819 -               | 2000 TX55                | 1 ottobre 2000    | LINEAR         |
| 20820 -               | 2000 UZ3                 | 24 ottobre 2000   | LINEAR         |
| 20821 Balasridhar     | 2000 UT5                 | 24 ottobre 2000   | LINEAR         |
| 20822 Lintingnien     | 2000 UK7                 | 24 ottobre 2000   | LINEAR         |
| 20823 Liutingchun     | 2000 UZ7                 | 24 ottobre 2000   | LINEAR         |
| 20824 -               | 2000 UX9                 | 24 ottobre 2000   | LINEAR         |
| 20825 -               | 2000 UN11                | 26 ottobre 2000   | C. W. Juels    |
| 20826 -               | 2000 UV13                | 21 ottobre 2000   | BATTeRS        |
| 20827 -               | 2000 UY25                | 24 ottobre 2000   | LINEAR         |
| 20828 Linchen         | 2000 UO27                | 24 ottobre 2000   | LINEAR         |
| 20829 -               | 2000 UR27                | 24 ottobre 2000   | LINEAR         |
| 20830 Luyajia         | 2000 UG45                | 24 ottobre 2000   | LINEAR         |
| 20831 Zhangyi         | 2000 UM47                | 24 ottobre 2000   | LINEAR         |
| 20832 Santhikodali    | 2000 UQ47                | 24 ottobre 2000   | LINEAR         |
| 20833 -               | 2000 US47                | 24 ottobre 2000   | LINEAR         |
| 20834 Allihewlett     | 2000 UM48                | 24 ottobre 2000   | LINEAR         |
| 20835 Eliseadcock     | 2000 UY49                | 24 ottobre 2000   | LINEAR         |
| 20836 Marilytedja     | 2000 UE51                | 24 ottobre 2000   | LINEAR         |
| 20837 Ramanlal        | 2000 UX52                | 24 ottobre 2000   | LINEAR         |
| 20838 -               | 2000 UY53                | 24 ottobre 2000   | LINEAR         |
| 20839 Bretharrison    | 2000 US55                | 24 ottobre 2000   | LINEAR         |
| 20840 Borishanin      | 2000 UF58                | 25 ottobre 2000   | LINEAR         |
| 20841 -               | 2000 UM69                | 25 ottobre 2000   | LINEAR         |
| 20842 -               | 2000 UG75                | 31 ottobre 2000   | LINEAR         |
| 20843 Kuotzuhao       | 2000 UZ78                | 24 ottobre 2000   | LINEAR         |
| 20844 -               | 2000 UK97                | 25 ottobre 2000   | LINEAR         |
| 20845 -               | 2000 UY102               | 25 ottobre 2000   | LINEAR         |
| 20846 Liyulin         | 2000 US103               | 25 ottobre 2000   | LINEAR         |
| 20847 -               | 2000 UW104               | 27 ottobre 2000   | LINEAR         |
| 20848 -               | 2000 UA105               | 27 ottobre 2000   | LINEAR         |
| 20849 -               | 2000 VJ1                 | 1 novembre 2000   | LINEAR         |
| 20850 Gaglani         | 2000 VF2                 | 1 novembre 2000   | LINEAR         |
| 20851 Ramachandran    | 2000 VA8                 | 1 novembre 2000   | LINEAR         |
| 20852 Allilandstrom   | 2000 VY12                | 1 novembre 2000   | LINEAR         |
| 20853 Yunxiangchu     | 2000 VQ13                | 1 novembre 2000   | LINEAR         |
| 20854 Tetruashvily    | 2000 VH27                | 1 novembre 2000   | LINEAR         |
| 20855 Arifawan        | 2000 VV27                | 1 novembre 2000   | LINEAR         |
| 20856 Hamzabari       | 2000 VT28                | 1 novembre 2000   | LINEAR         |
| 20857 Richardromeo    | 2000 VA30                | 1 novembre 2000   | LINEAR         |
| 20858 Cuirongfeng     | 2000 VM31                | 1 novembre 2000   | LINEAR         |
| 20859 -               | 2000 VT31                | 1 novembre 2000   | LINEAR         |
| 20860 -               | 2000 VS34                | 1 novembre 2000   | LINEAR         |
| 20861 Lesliebeh       | 2000 VX34                | 1 novembre 2000   | LINEAR         |
| 20862 Jenngoedhart    | 2000 VY34                | 1 novembre 2000   | LINEAR         |
| 20863 Jamescronk      | 2000 VW35                | 1 novembre 2000   | LINEAR         |
| 20864 -               | 2000 VF36                | 1 novembre 2000   | LINEAR         |
| 20865 -               | 2000 VL36                | 1 novembre 2000   | LINEAR         |
| 20866 -               | 2000 VP37                | 1 novembre 2000   | LINEAR         |
| 20867 -               | 2000 VT37                | 1 novembre 2000   | LINEAR         |
| 20868 -               | 2000 VR39                | 1 novembre 2000   | LINEAR         |
| 20869 -               | 2000 VK45                | 1 novembre 2000   | LINEAR         |
| 20870 Kaningher       | 2000 VC48                | 2 novembre 2000   | LINEAR         |
| 20871 -               | 2000 VJ48                | 2 novembre 2000   | LINEAR         |
| 20872 -               | 2000 VV48                | 2 novembre 2000   | LINEAR         |
| 20873 Evanfrank       | 2000 VH49                | 2 novembre 2000   | LINEAR         |
| 20874 MacGregor       | 2000 VL49                | 2 novembre 2000   | LINEAR         |
| 20875 -               | 2000 VU49                | 2 novembre 2000   | LINEAR         |
| 20876 -               | 2000 VW49                | 2 novembre 2000   | LINEAR         |
| 20877 -               | 2000 VD50                | 2 novembre 2000   | LINEAR         |
| 20878 Uwetreske       | 2000 VH50                | 2 novembre 2000   | LINEAR         |
| 20879 Chengyuhsuan    | 2000 VJ55                | 3 novembre 2000   | LINEAR         |
| 20880 Yiyideng        | 2000 VE57                | 3 novembre 2000   | LINEAR         |
| 20881 -               | 2000 VG57                | 3 novembre 2000   | LINEAR         |
| 20882 Paulsánchez     | 2000 VH57                | 3 novembre 2000   | LINEAR         |
| 20883 Gervais         | 2000 VD58                | 3 novembre 2000   | LINEAR         |
| 20884 -               | 2000 VA59                | 1 novembre 2000   | LINEAR         |
| 20885 -               | 2000 WD2                 | 18 novembre 2000  | C. W. Juels    |
| 20886 -               | 2000 WE2                 | 18 novembre 2000  | C. W. Juels    |
| 20887 Ngwaikin        | 2000 WP2                 | 18 novembre 2000  | W. K. Y. Yeung |
| 20888 Siyueguo        | 2000 WB14                | 20 novembre 2000  | LINEAR         |
| 20889 -               | 2000 WB15                | 20 novembre 2000  | LINEAR         |
| 20890 -               | 2000 WN19                | 25 novembre 2000  | C. W. Juels    |
| 20891 -               | 2000 WN28                | 23 novembre 2000  | NEAT           |
| 20892 MacChnoic       | 2000 WE75                | 20 novembre 2000  | LINEAR         |
| 20893 Rosymccloskey   | 2000 WJ75                | 20 novembre 2000  | LINEAR         |
| 20894 Krumeich        | 2000 WP93                | 21 novembre 2000  | LINEAR         |
| 20895 -               | 2000 WU106               | 20 novembre 2000  | LINEAR         |
| 20896 Tiphene         | 2000 WW141               | 20 novembre 2000  | LONEOS         |
| 20897 Deborahdomingue | 2000 WR142               | 20 novembre 2000  | LONEOS         |
| 20898 Fountainhills   | 2000 WE147               | 30 novembre 2000  | C. W. Juels    |
| 20899 -               | 2000 XB3                 | 1 dicembre 2000   | LINEAR         |
| 20900 -               | 2000 XW4                 | 1 dicembre 2000   | LINEAR         |

## 20901-21000
| Nome                  | Designazione provvisoria | Data di scoperta  | Scopritore                                             |
| --------------------- | ------------------------ | ----------------- | ------------------------------------------------------ |
| 20901 Mattmuehler     | 2000 XO6                 | 1 dicembre 2000   | LINEAR                                                 |
| 20902 Kylebeighle     | 2000 XY6                 | 1 dicembre 2000   | LINEAR                                                 |
| 20903 -               | 2000 XH9                 | 1 dicembre 2000   | LINEAR                                                 |
| 20904 -               | 2190 P-L                 | 24 settembre 1960 | C. J. van Houten, I. van Houten-Groeneveld, T. Gehrels |
| 20905 -               | 2581 P-L                 | 24 settembre 1960 | C. J. van Houten, I. van Houten-Groeneveld, T. Gehrels |
| 20906 -               | 2727 P-L                 | 24 settembre 1960 | C. J. van Houten, I. van Houten-Groeneveld, T. Gehrels |
| 20907 -               | 2762 P-L                 | 24 settembre 1960 | C. J. van Houten, I. van Houten-Groeneveld, T. Gehrels |
| 20908 -               | 2819 P-L                 | 24 settembre 1960 | C. J. van Houten, I. van Houten-Groeneveld, T. Gehrels |
| 20909 -               | 4026 P-L                 | 24 settembre 1960 | C. J. van Houten, I. van Houten-Groeneveld, T. Gehrels |
| 20910 -               | 4060 P-L                 | 24 settembre 1960 | C. J. van Houten, I. van Houten-Groeneveld, T. Gehrels |
| 20911 -               | 4083 P-L                 | 24 settembre 1960 | C. J. van Houten, I. van Houten-Groeneveld, T. Gehrels |
| 20912 -               | 4129 P-L                 | 24 settembre 1960 | C. J. van Houten, I. van Houten-Groeneveld, T. Gehrels |
| 20913 -               | 4214 P-L                 | 24 settembre 1960 | C. J. van Houten, I. van Houten-Groeneveld, T. Gehrels |
| 20914 -               | 4215 P-L                 | 24 settembre 1960 | C. J. van Houten, I. van Houten-Groeneveld, T. Gehrels |
| 20915 -               | 4302 P-L                 | 24 settembre 1960 | C. J. van Houten, I. van Houten-Groeneveld, T. Gehrels |
| 20916 -               | 4628 P-L                 | 24 settembre 1960 | C. J. van Houten, I. van Houten-Groeneveld, T. Gehrels |
| 20917 -               | 5016 P-L                 | 22 ottobre 1960   | C. J. van Houten, I. van Houten-Groeneveld, T. Gehrels |
| 20918 -               | 6539 P-L                 | 24 settembre 1960 | C. J. van Houten, I. van Houten-Groeneveld, T. Gehrels |
| 20919 -               | 6606 P-L                 | 24 settembre 1960 | C. J. van Houten, I. van Houten-Groeneveld, T. Gehrels |
| 20920 -               | 6653 P-L                 | 24 settembre 1960 | C. J. van Houten, I. van Houten-Groeneveld, T. Gehrels |
| 20921 -               | 6680 P-L                 | 24 settembre 1960 | C. J. van Houten, I. van Houten-Groeneveld, T. Gehrels |
| 20922 -               | 6769 P-L                 | 24 settembre 1960 | C. J. van Houten, I. van Houten-Groeneveld, T. Gehrels |
| 20923 -               | 6846 P-L                 | 24 settembre 1960 | C. J. van Houten, I. van Houten-Groeneveld, T. Gehrels |
| 20924 -               | 9526 P-L                 | 17 ottobre 1960   | C. J. van Houten, I. van Houten-Groeneveld, T. Gehrels |
| 20925 -               | 9596 P-L                 | 22 ottobre 1960   | C. J. van Houten, I. van Houten-Groeneveld, T. Gehrels |
| 20926 -               | 1101 T-1                 | 25 marzo 1971     | C. J. van Houten, I. van Houten-Groeneveld, T. Gehrels |
| 20927 -               | 1126 T-1                 | 25 marzo 1971     | C. J. van Houten, I. van Houten-Groeneveld, T. Gehrels |
| 20928 -               | 2024 T-1                 | 25 marzo 1971     | C. J. van Houten, I. van Houten-Groeneveld, T. Gehrels |
| 20929 -               | 2050 T-1                 | 25 marzo 1971     | C. J. van Houten, I. van Houten-Groeneveld, T. Gehrels |
| 20930 -               | 2130 T-1                 | 25 marzo 1971     | C. J. van Houten, I. van Houten-Groeneveld, T. Gehrels |
| 20931 -               | 2208 T-1                 | 25 marzo 1971     | C. J. van Houten, I. van Houten-Groeneveld, T. Gehrels |
| 20932 -               | 2258 T-1                 | 25 marzo 1971     | C. J. van Houten, I. van Houten-Groeneveld, T. Gehrels |
| 20933 -               | 3015 T-1                 | 26 marzo 1971     | C. J. van Houten, I. van Houten-Groeneveld, T. Gehrels |
| 20934 -               | 4194 T-1                 | 26 marzo 1971     | C. J. van Houten, I. van Houten-Groeneveld, T. Gehrels |
| 20935 -               | 4265 T-1                 | 26 marzo 1971     | C. J. van Houten, I. van Houten-Groeneveld, T. Gehrels |
| 20936 Nemrut Dagi     | 4835 T-1                 | 13 maggio 1971    | C. J. van Houten, I. van Houten-Groeneveld, T. Gehrels |
| 20937 -               | 1005 T-2                 | 29 settembre 1973 | C. J. van Houten, I. van Houten-Groeneveld, T. Gehrels |
| 20938 -               | 1075 T-2                 | 29 settembre 1973 | C. J. van Houten, I. van Houten-Groeneveld, T. Gehrels |
| 20939 -               | 1178 T-2                 | 29 settembre 1973 | C. J. van Houten, I. van Houten-Groeneveld, T. Gehrels |
| 20940 -               | 1236 T-2                 | 29 settembre 1973 | C. J. van Houten, I. van Houten-Groeneveld, T. Gehrels |
| 20941 -               | 1341 T-2                 | 29 settembre 1973 | C. J. van Houten, I. van Houten-Groeneveld, T. Gehrels |
| 20942 -               | 2092 T-2                 | 29 settembre 1973 | C. J. van Houten, I. van Houten-Groeneveld, T. Gehrels |
| 20943 -               | 2115 T-2                 | 29 settembre 1973 | C. J. van Houten, I. van Houten-Groeneveld, T. Gehrels |
| 20944 -               | 2200 T-2                 | 29 settembre 1973 | C. J. van Houten, I. van Houten-Groeneveld, T. Gehrels |
| 20945 -               | 2248 T-2                 | 29 settembre 1973 | C. J. van Houten, I. van Houten-Groeneveld, T. Gehrels |
| 20946 -               | 2316 T-2                 | 29 settembre 1973 | C. J. van Houten, I. van Houten-Groeneveld, T. Gehrels |
| 20947 Polyneikes      | 2638 T-2                 | 29 settembre 1973 | C. J. van Houten, I. van Houten-Groeneveld, T. Gehrels |
| 20948 -               | 2754 T-2                 | 30 settembre 1973 | C. J. van Houten, I. van Houten-Groeneveld, T. Gehrels |
| 20949 -               | 3024 T-2                 | 30 settembre 1973 | C. J. van Houten, I. van Houten-Groeneveld, T. Gehrels |
| 20950 -               | 3305 T-2                 | 30 settembre 1973 | C. J. van Houten, I. van Houten-Groeneveld, T. Gehrels |
| 20951 -               | 4261 T-2                 | 29 settembre 1973 | C. J. van Houten, I. van Houten-Groeneveld, T. Gehrels |
| 20952 Tydeus          | 5151 T-2                 | 25 settembre 1973 | C. J. van Houten, I. van Houten-Groeneveld, T. Gehrels |
| 20953 -               | 1068 T-3                 | 17 ottobre 1977   | C. J. van Houten, I. van Houten-Groeneveld, T. Gehrels |
| 20954 -               | 1158 T-3                 | 17 ottobre 1977   | C. J. van Houten, I. van Houten-Groeneveld, T. Gehrels |
| 20955 -               | 2387 T-3                 | 16 ottobre 1977   | C. J. van Houten, I. van Houten-Groeneveld, T. Gehrels |
| 20956 -               | 3510 T-3                 | 16 ottobre 1977   | C. J. van Houten, I. van Houten-Groeneveld, T. Gehrels |
| 20957 -               | 4430 T-3                 | 11 ottobre 1977   | C. J. van Houten, I. van Houten-Groeneveld, T. Gehrels |
| 20958 -               | A900 MA                  | 29 giugno 1900    | J. E. Keeler                                           |
| 20959 -               | 1936 UG                  | 21 ottobre 1936   | M. Laugier                                             |
| 20960 -               | 1971 UR                  | 26 ottobre 1971   | L. Kohoutek                                            |
| 20961 Arkesilaos      | 1973 SS1                 | 19 settembre 1973 | C. J. van Houten, I. van Houten-Groeneveld, T. Gehrels |
| 20962 Michizane       | 1977 EW7                 | 12 marzo 1977     | H. Kosai, K. Hurukawa                                  |
| 20963 Pisarenko       | 1977 QN1                 | 19 agosto 1977    | N. S. Chernykh                                         |
| 20964 Mons Naklethi   | 1977 UA                  | 16 ottobre 1977   | A. Mrkos                                               |
| 20965 Kutafin         | 1978 SJ7                 | 26 settembre 1978 | L. V. Zhuravleva                                       |
| 20966 -               | 1978 VH5                 | 7 novembre 1978   | E. F. Helin, S. J. Bus                                 |
| 20967 -               | 1978 VF6                 | 7 novembre 1978   | E. F. Helin, S. J. Bus                                 |
| 20968 -               | 1978 VM8                 | 7 novembre 1978   | E. F. Helin, S. J. Bus                                 |
| 20969 Samo            | 1979 SH                  | 17 settembre 1979 | A. Mrkos                                               |
| 20970 -               | 1981 DD1                 | 28 febbraio 1981  | S. J. Bus                                              |
| 20971 -               | 1981 DR1                 | 28 febbraio 1981  | S. J. Bus                                              |
| 20972 -               | 1981 DX2                 | 28 febbraio 1981  | S. J. Bus                                              |
| 20973 -               | 1981 EL2                 | 2 marzo 1981      | S. J. Bus                                              |
| 20974 -               | 1981 EO2                 | 2 marzo 1981      | S. J. Bus                                              |
| 20975 -               | 1981 ER4                 | 2 marzo 1981      | S. J. Bus                                              |
| 20976 -               | 1981 EA6                 | 7 marzo 1981      | S. J. Bus                                              |
| 20977 -               | 1981 EN7                 | 1 marzo 1981      | S. J. Bus                                              |
| 20978 -               | 1981 EW10                | 1 marzo 1981      | S. J. Bus                                              |
| 20979 -               | 1981 EO13                | 1 marzo 1981      | S. J. Bus                                              |
| 20980 -               | 1981 ED16                | 1 marzo 1981      | S. J. Bus                                              |
| 20981 -               | 1981 EZ16                | 6 marzo 1981      | S. J. Bus                                              |
| 20982 -               | 1981 EL17                | 1 marzo 1981      | S. J. Bus                                              |
| 20983 -               | 1981 EN20                | 2 marzo 1981      | S. J. Bus                                              |
| 20984 -               | 1981 EH33                | 1 marzo 1981      | S. J. Bus                                              |
| 20985 -               | 1981 EA35                | 2 marzo 1981      | S. J. Bus                                              |
| 20986 -               | 1981 EL37                | 1 marzo 1981      | S. J. Bus                                              |
| 20987 -               | 1981 EU38                | 1 marzo 1981      | S. J. Bus                                              |
| 20988 -               | 1981 EC43                | 2 marzo 1981      | S. J. Bus                                              |
| 20989 -               | 1981 EZ45                | 2 marzo 1981      | S. J. Bus                                              |
| 20990 Maryannehervey  | 1983 RL3                 | 1 settembre 1983  | H. Debehogne                                           |
| 20991 Jánkollár       | 1984 WX1                 | 28 novembre 1984  | M. Antal                                               |
| 20992 Marypearse      | 1985 RV2                 | 5 settembre 1985  | H. Debehogne                                           |
| 20993 Virginiediscry  | 1985 RX2                 | 5 settembre 1985  | H. Debehogne                                           |
| 20994 Atreya          | 1985 TS                  | 15 ottobre 1985   | E. Bowell                                              |
| (20995) 1985 VY       | 1985 VY                  | 1 novembre 1985   | R. M. West                                             |
| 20996 Pandrosion      | 1986 PB                  | 4 agosto 1986     | E. F. Helin                                            |
| 20997 -               | 1986 PL1                 | 1 agosto 1986     | E. F. Helin                                            |
| 20998 Houzeaudelehaie | 1986 QF1                 | 26 agosto 1986    | H. Debehogne                                           |
| 20999 -               | 1987 BF                  | 28 gennaio 1987   | T. Niijima, T. Urata                                   |
| 21000 L'Encyclopédie  | 1987 BY1                 | 26 gennaio 1987   | E. W. Elst                                             |